# Fresnoy-la-Rivière
Fresnoy-la-Rivière est une commune française située dans le département de l'Oise en région Hauts-de-France.

## Géographie

### Description

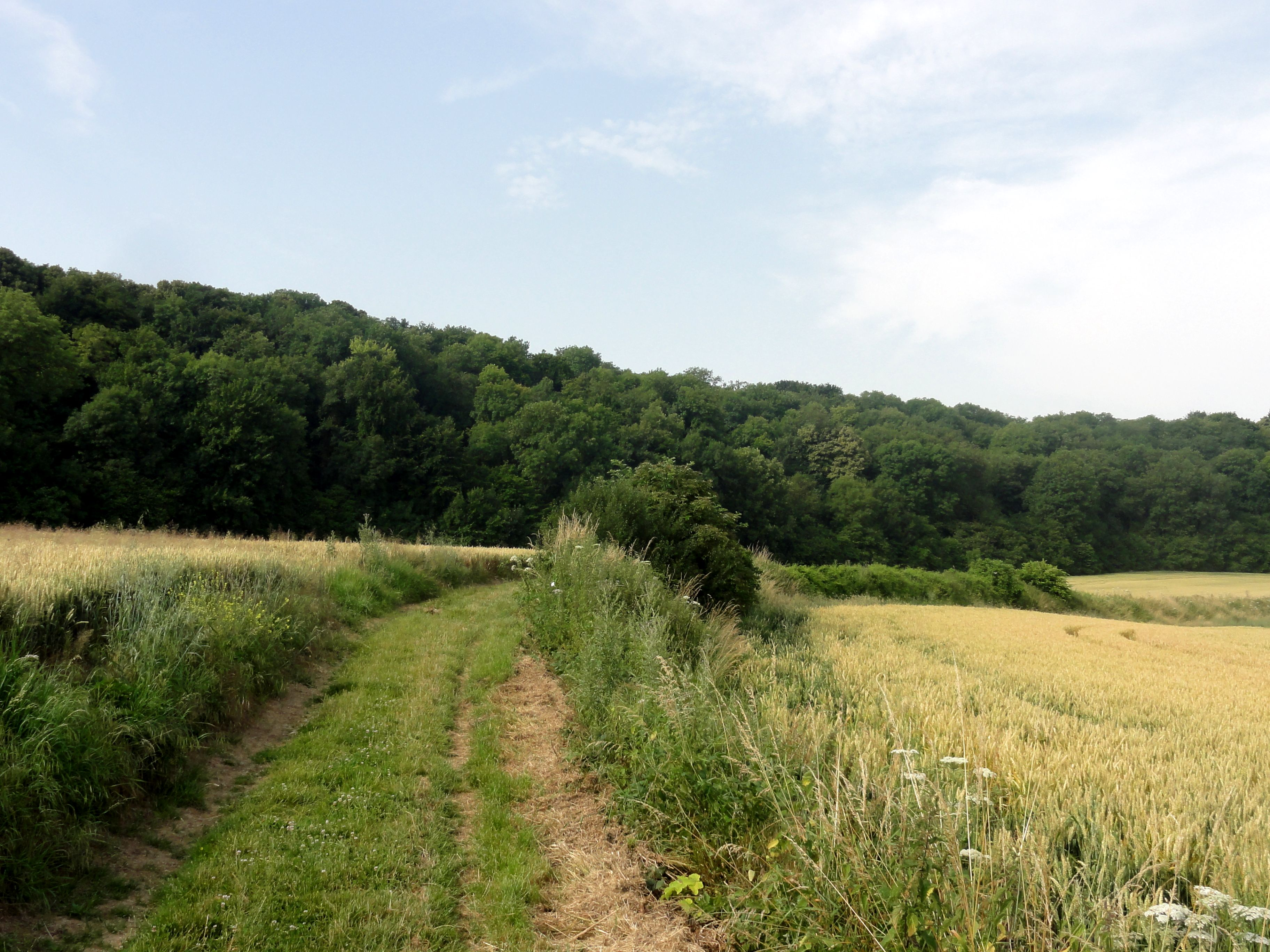
Le GR 11B

Fresnoy-la-Rivière est un gros village de la vallée de l'Automne situé à 13 km à vol d'oiseau à l'ouest de Villers-Cotterêts, 6 km au nord-est de Crépy-en-Valois, 17 km au sud-est de Compiègne et 31 km au sud-ouest de Soissons et principalement desservi par la RD 32; qui suit la vallée de l'Automne.
Le sentier de grande randonnée GR 11B, un itinéraire alternatif du « Grand Tour De Paris » traverse la commune.
En 1836, Louis Graves décrivait la commune comme étant « traversée par, la vallée d'Autonne, s'appuyant vers le nord aux coteaux qui dépendent de Morienval, et remontant vers le sud, dans la plaine de Crépy. Il n' y a pas de bois un peu considérable. L'Autonne forme une partie de la limite nord, le rû de Morienval une partie de la limite ouest; celui de Bonneuil sépare les territoires de Bonneuil et de Fresnoy ».

### Communes limitrophes
| Gilocourt | Morienval          |                    |
|           | Fresnoy-la-Rivière | Bonneuil-en-Valois |
| Feigneux  |                    | Russy-Bémont       |

### Géologie et relief
Le territoire de la commune est situé sur une partie d'un plateau légèrement vallonné entaillée par l'érosion qui constitue l'assise du massif forestier de Compiègne. Le fond de vallée, assez large, est drainé, par l'Automne, et comprend un marais ponctué de nombreuses mares et étangs.
De nombreux thalwegs sont perpendiculaires à la vallée de l'Automne.
Les plateaux sont constitués de limons de grande qualité agricole, le fond de vallée est constitué d'alluvions récentes et anciennes, éventuellement tourbeuses, qui favorisent une grande richesse biologique.
Des éboulis de calcaires se trouvent en haut des coteaux et la végétation des coteaux joue un rôle important de maintien des sols. D'anciennes carrières souterraines se trouvent sur le plateau, au nord du territoire communal.

### Hydrographie

#### Réseau hydrographique
La commune est située dans le bassin Seine-Normandie. Elle est drainée par l'Automne, le ru de Bonneuil, le canal du Marais du Pontdron, le fossé du Marais de Feigneux et le ru Coulant,,.
L'Automne constitue la limite nord-ouest de la commune. D'une longueur de 34 km, prend sa source dans la commune de Villers-Cotterêts et se jette  dans l'Oise (rive gauche) à Longueil-Sainte-Marie, après avoir traversé 19 communes. Les caractéristiques hydrologiques de l'Automne sont données par la station hydrologique située sur la commune de Vauciennes. Le débit moyen mensuel est de 0,198 m3/s. Le débit moyen journalier maximum est de 2,17 m3/s, atteint lors de la crue du 7 juillet 2001. Le débit instantané maximal est quant à lui de 3 m3/s, atteint le même jour.
Le ruisseau de Morcourt et le ru du Coulant tangentent à l'ouest le territoire communal, avant de confluer dans l'Automne.
Le fossé du marais de Feigneux se trouve à l'est de la commune et alimente les marais de Pondron avant de rejoindre l'Automne.

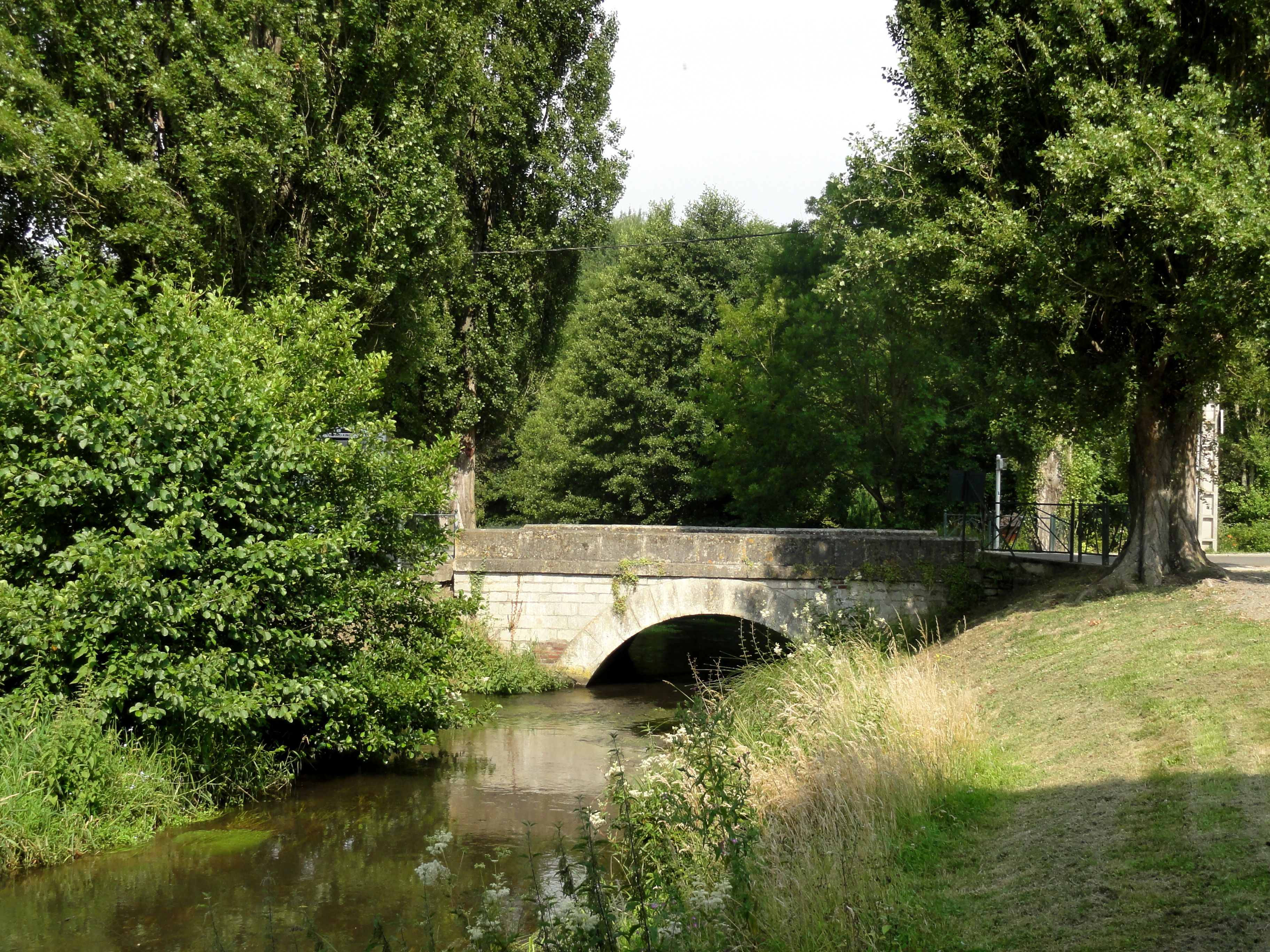
Pont sur l'Automne, rue du Chène.
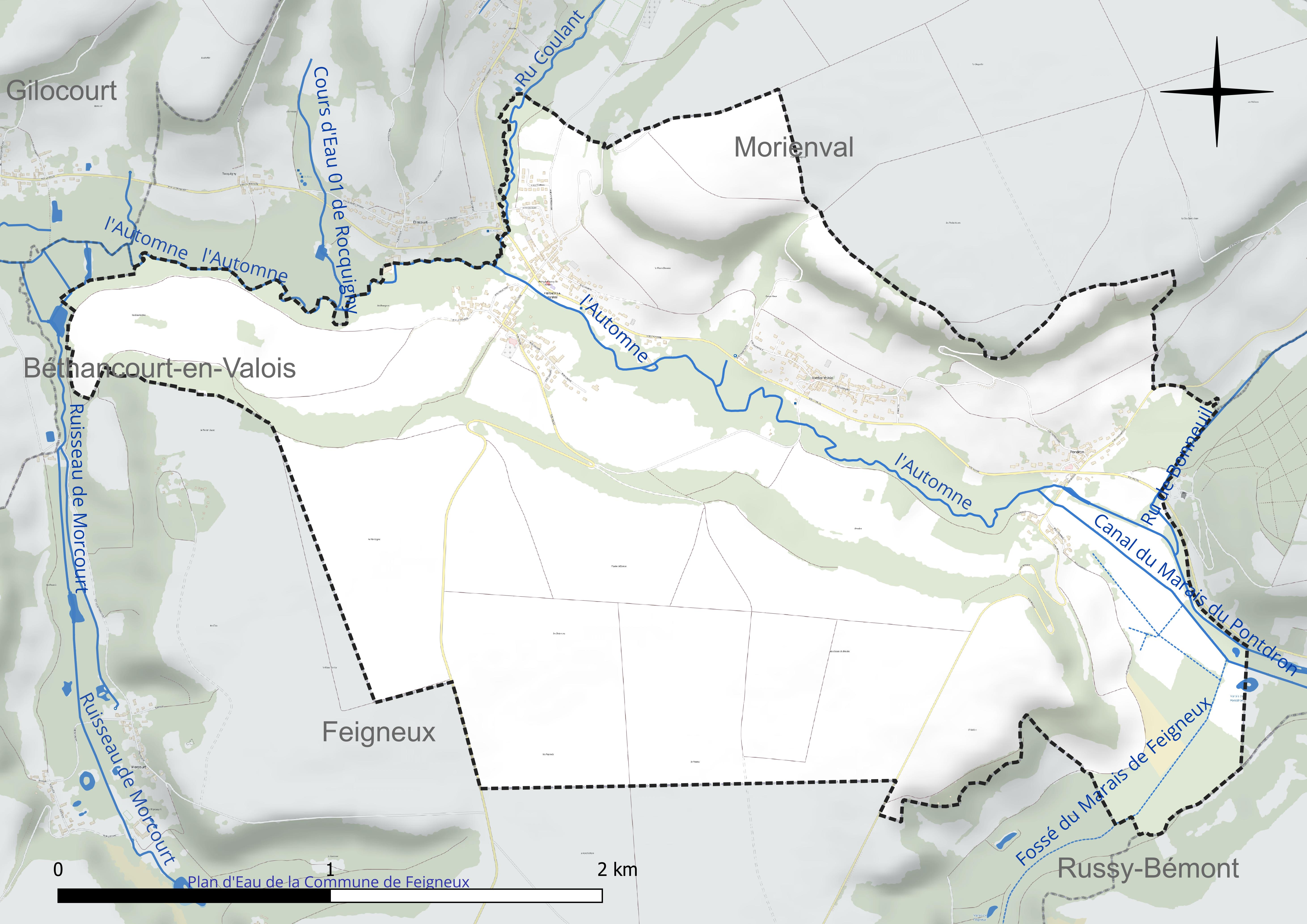
Réseau hydrographique de Fresnoy-la-Rivière.

#### Gestion et qualité des eaux
Le territoire communal est couvert par le schéma d'aménagement et de gestion des eaux (SAGE) « Sensée ». Ce document de planification concerne un territoire de 287 km2 de superficie, délimité par le bassin versant de l'Automne. Le périmètre a été arrêté le 28 mai 1996 et le SAGE proprement dit a été approuvé le 16 décembre 2003 puis révisé le 10 mars 2016. La structure porteuse de l'élaboration et de la mise en œuvre est le syndicat d'aménagement et de gestion des eaux du Bassin Automne (S.A.G.E.B.A). 
La qualité des cours d'eau peut être consultée sur un site dédié géré par les agences de l'eau et l'Agence française pour la biodiversité. 

### Climat
Pour des articles plus généraux, voir Climat des Hauts-de-France et Climat de l'Oise.
En 2010, le climat de la commune est de type climat océanique dégradé des plaines du Centre et du Nord, selon une étude du CNRS s'appuyant sur une série de données couvrant la période 1971-2000. En 2020, Météo-France publie une typologie des climats de la France métropolitaine dans laquelle la commune est exposée à un climat océanique altéré et est dans la région climatique  Nord-est du bassin Parisien, caractérisée par un ensoleillement médiocre, une pluviométrie moyenne régulièrement répartie au cours de l'année et un hiver froid (3 °C). 
Pour la période 1971-2000, la température annuelle moyenne est de 10,7 °C, avec une amplitude thermique annuelle de 15,1 °C. Le cumul annuel moyen de précipitations est de 719 mm, avec 11,7 jours de précipitations en janvier et 8,2 jours en juillet. Pour la période 1991-2020, la température moyenne annuelle observée sur la station météorologique la plus proche, située sur la commune de Margny-lès-Compiègne à 17 km à vol d'oiseau, est de 11,2 °C et le cumul annuel moyen de précipitations est de 633,5 mm,. Pour l'avenir, les paramètres climatiques de la commune estimés pour 2050 selon différents scénarios d'émission de gaz à effet de serre sont consultables sur un site dédié publié par Météo-France en novembre 2022.

### Milieux naturels et biodiversité
La commune dispose de plusieurs protections de son milieu naturel :
- Il existe une ZNIEFF de type 1 sur le territoire communal, reconnaissant l'intérêt écologique de la Haute vallée de l'Automne.
- Il y existe également une ZNIEFF de type 2, caractérisant la vallée de l'Automne.
- L'ensemble du massif de Retz est classé en ZICO.
- Une partie du territoire comprenant les coteaux de la vallée de l'Automne est classée en zone spéciale de conservation Natura 2000.

## Urbanisme
Les différents hameaux de la commune sont situés sur de légers points hauts, en rebord de la vallée de l'Automne et sont limitées par des thalwegs, qui drainent les eaux de ruissellement des plateaux.

### Typologie
Au 1er janvier 2024, Fresnoy-la-Rivière est catégorisée bourg rural, selon la nouvelle grille communale de densité à sept niveaux définie par l'Insee en 2022.
Elle est située hors unité urbaine. Par ailleurs la commune fait partie de l'aire d'attraction de Paris, dont elle est une commune de la couronne,. 

### Occupation des sols
L'occupation des sols de la commune, telle qu'elle ressort de la base de données européenne d'occupation biophysique des sols Corine Land Cover (CLC), est marquée par l'importance des territoires agricoles (74,4 % en 2018), une proportion sensiblement équivalente à celle de 1990 (73,9 %). La répartition détaillée en 2018 est la suivante :
terres arables (64,3 %), forêts (22,6 %), prairies (6,5 %), zones agricoles hétérogènes (3,6 %), zones urbanisées (3 %). L'évolution de l'occupation des sols de la commune et de ses infrastructures peut être observée sur les différentes représentations cartographiques du territoire : la carte de Cassini (XVIIIe siècle), la carte d'état-major (1820-1866) et les cartes ou photos aériennes de l'IGN pour la période actuelle (1950 à aujourd'hui).

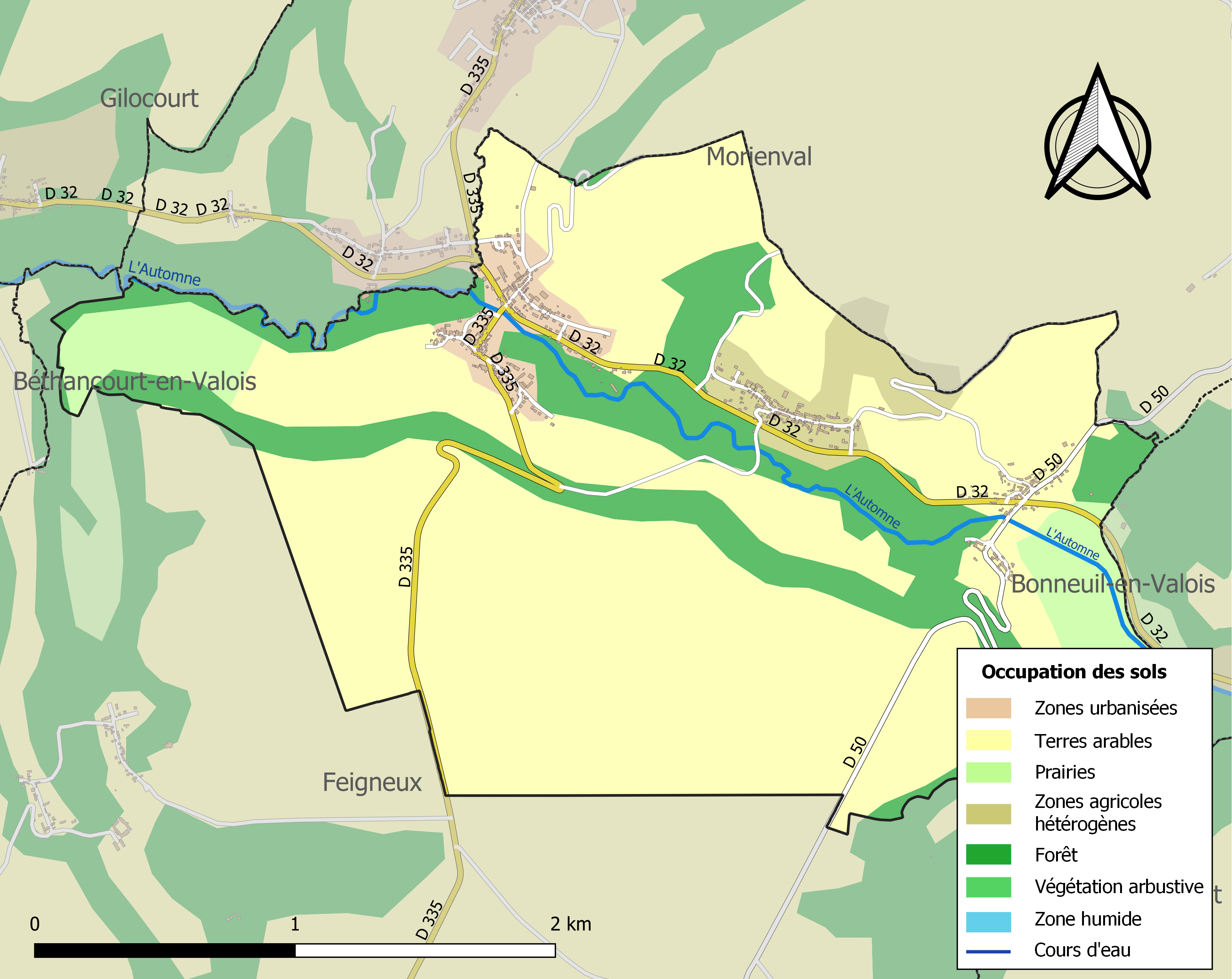
Carte des infrastructures et de l'occupation des sols de la commune en 2018 (CLC).

### Lieux-dits, hameaux et écarts
Outre le chef-lieu, la commune compte plusieurs hameaux : Vattier-Voisin et Pondron.

Le hameau de Pondron
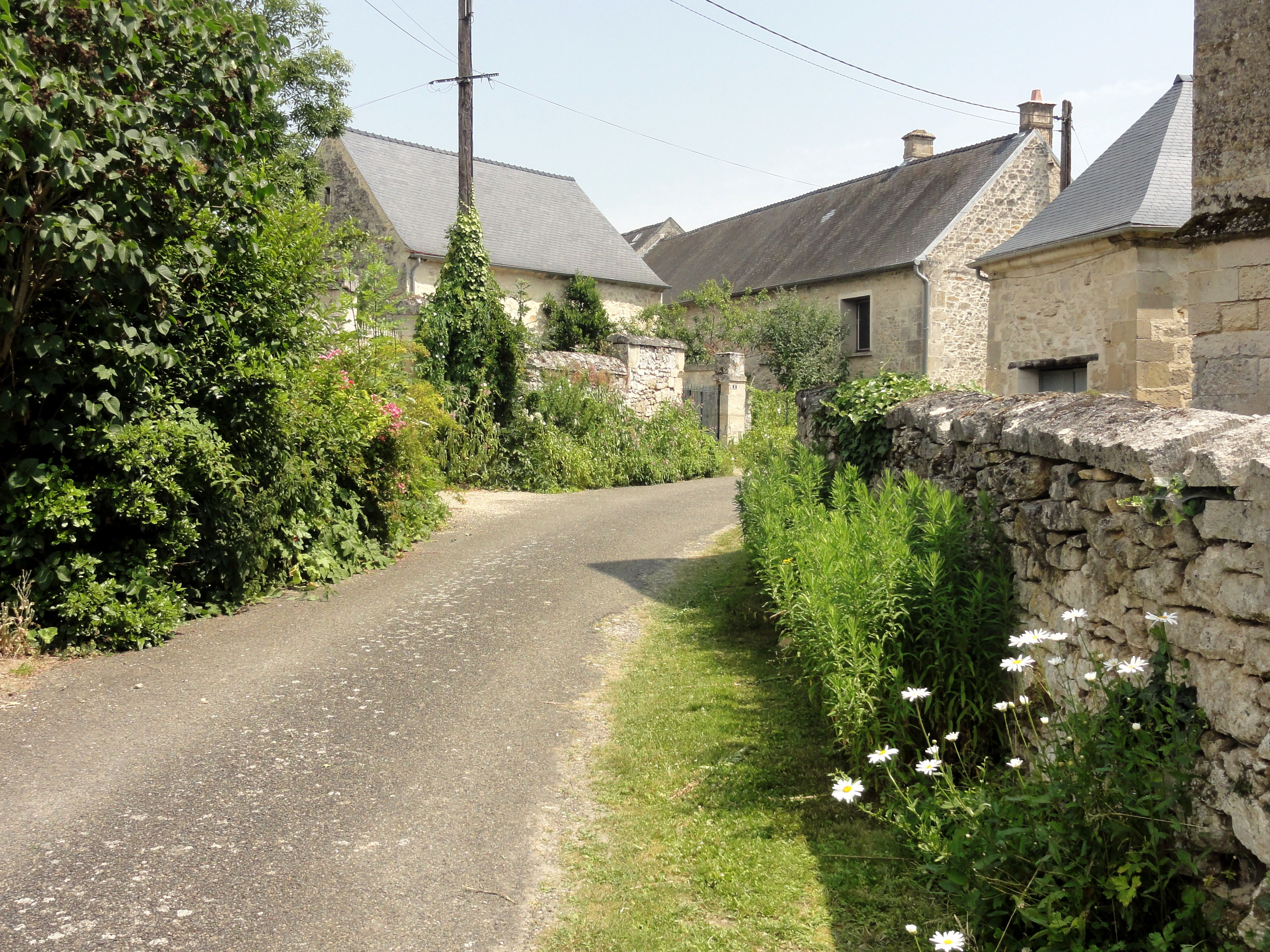
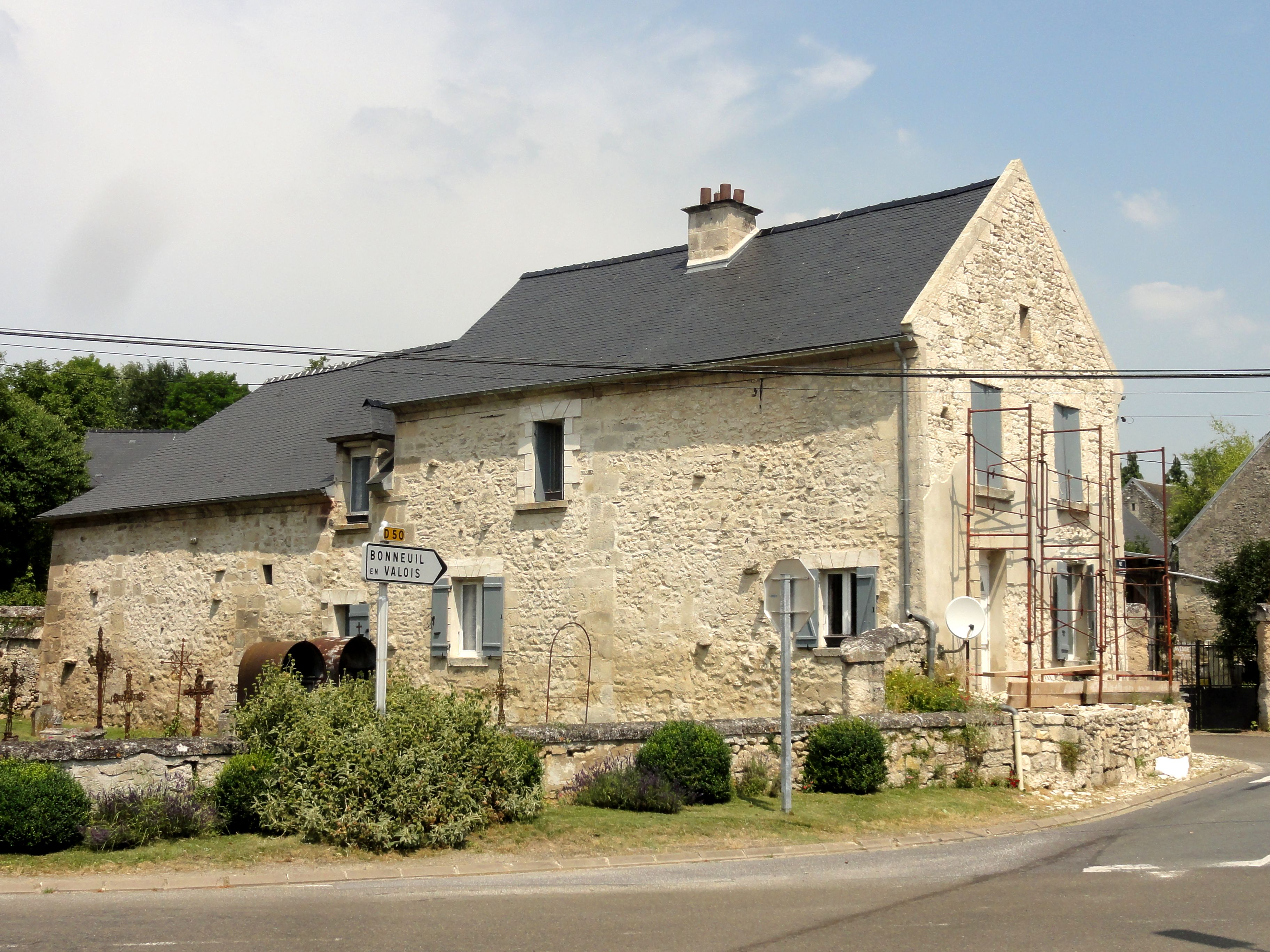
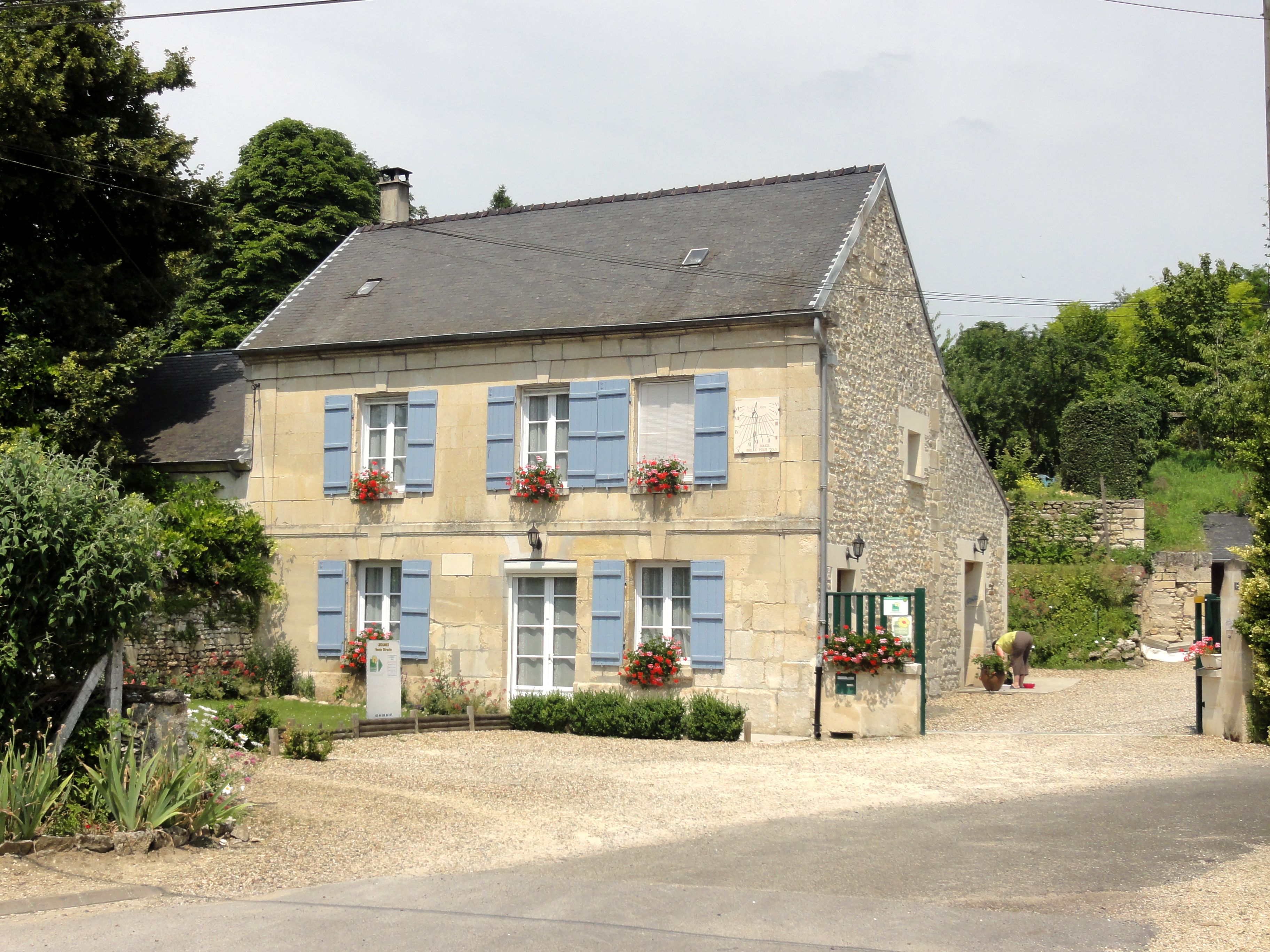

### Habitat et logement
En 2019, le nombre total de logements dans la commune était de 284, alors qu'il était de 261 en 2014 et de 256 en 2009.
Parmi ces logements, 91,9 % étaient des résidences principales, 4,9 % des résidences secondaires et 3,2 % des logements vacants. Ces logements étaient pour 98,6 % d'entre eux des maisons individuelles et pour 1,4 % des appartements.
Le tableau ci-dessous présente la typologie des logements à Fresnoy-la-Rivière en 2019 en comparaison avec celle de l'Oise et de la France entière. Une caractéristique marquante du parc de logements est ainsi une proportion de résidences secondaires et logements occasionnels (4,9 %) supérieure à celle du département (2,4 %) mais inférieure à celle de la France entière (9,7 %). Concernant le statut d'occupation de ces logements, 92,7 % des habitants de la commune sont propriétaires de leur logement (94,5 % en 2014), contre 61,4 % pour l'Oise et 57,5 pour la France entière.
| Typologie                                               | Fresnoy-la-Rivière | Oise | France entière |
| ------------------------------------------------------- | ------------------ | ---- | -------------- |
| Résidences principales (en %)                           | 91,9               | 90,4 | 82,1           |
| Résidences secondaires et logements occasionnels (en %) | 4,9                | 2,4  | 9,7            |
| Logements vacants (en %)                                | 3,2                | 7,1  | 8,2            |

### Voies de communication et transports
La commune est desservie, en 2023, par les lignes 656, 657 et 6444 du réseau interurbain de l'Oise.

## Toponymie

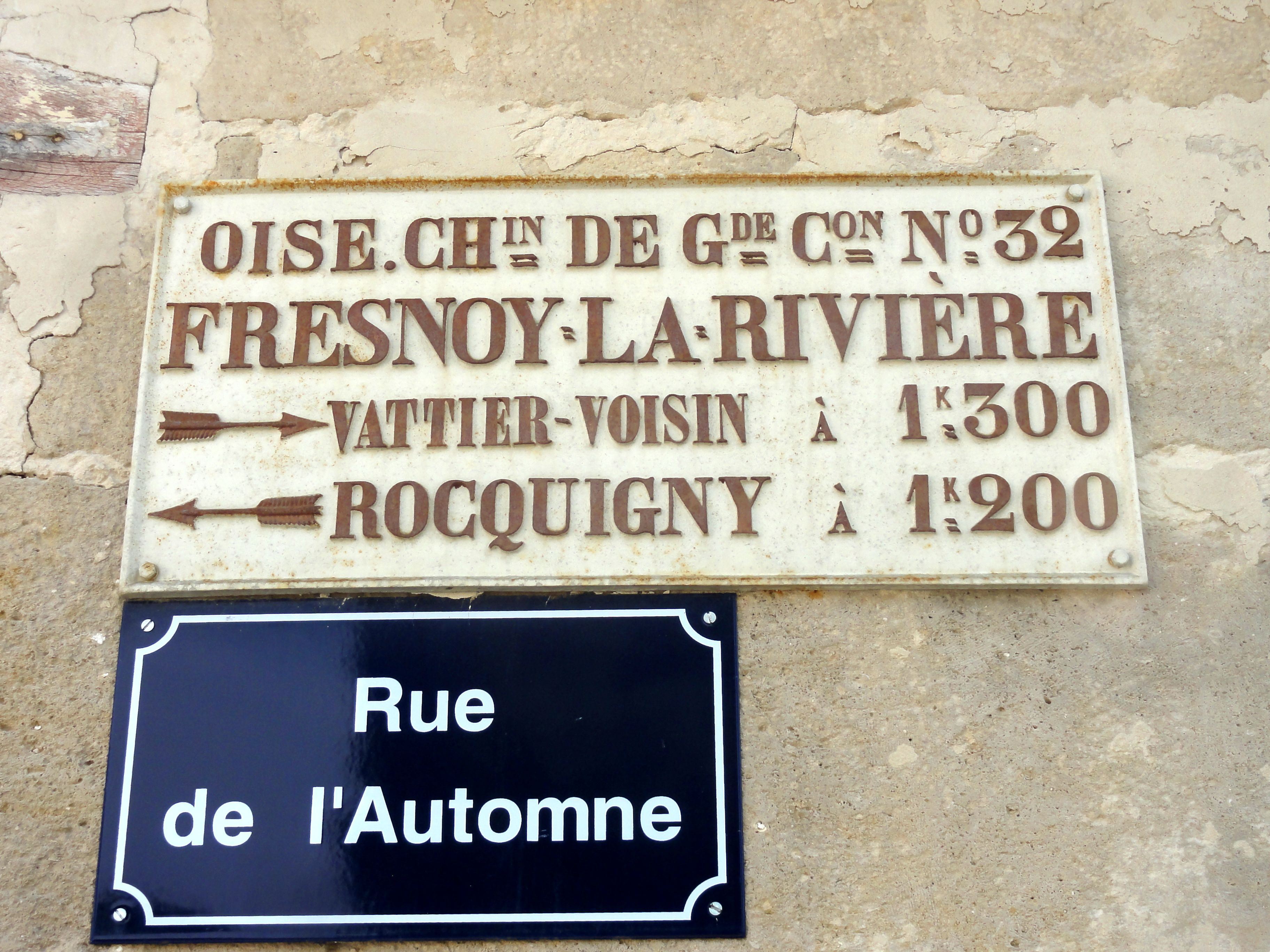
Plaque de cocher, rue de l'Automne..

Fresnoy est attesté sous les formes Fresneium en 1253, Fresnetum, Frenellum ad ripariam, Frenellum ad Althonam, Fresnellum la rivière en 1494, Frenellum in riparia en 1510, Frenolium in riparia en 1512, Frasnedum vers 1250, Fresnoy-sur-Autonne en 1570.

Fresnoy est un toponyme français, forme picarde du français frênaie, issu du latin fraxinetum.
Pondron, ancien hameau commun de Fresnoy-la-Rivière et de Bonneuil-en-Valois, est mentionné sous les formes Pons de Rount en 1133, Pons rotundus en 1163, Pons de Roune en 1207, Pons de Roont en 1219, Pont de Roasne en 1260, Pont-de-Rosne en 1270, Pontdront en 1460, Pont le rond en 1540, Ponderont en 1598, Pondront en 1667.
Petit-Pontdron est un écart de la commune attesté en 1840.
Vattier-Voisin, hameau de la commune, est mentionné sous les formes Wastin-Voisin en 1207, Vautier-Voisin en 1764.

## Histoire

### Moyen Âge
Louis Graves indiquait au XIXe siècle « La terre de Fresnoy fut donnée vers la fin du neuvième siècle, par Carloman II, à l'abbaye de Morienval.
Les dîmes étaient au nombre des droits que Philippe-Auguste céda par échange, vers 1215, à Guérin évêque de Senlis.
L'abbaye de Morienval acquit la seigneurie, vers 1650, des héritiers de François Delage, écuyer. 
Guy-le-bon, évêque de Senlis, donna vers 1042 le patronage de la cure au chapitre de Saint-Rieul ; cette paroisse se trouvait dans une situation singulière, car, bien qu'elle appartînt au diocèse de Senlis, une grande partie des maisons relevait de la cure de Morienval et du diocèse de Soissons. La rivière d'Autonne formait sans
a doute la limite des deux juridictions ».

### Époque contemporaine
La commune de Fresnoy-la-Rivière, instituée par la Révolution française, absorbe en 1825 celle de Pondron.
En 1843, la commune ainsi formée disposait d'une école, d'un presbytère et était propriétaire de trois hectares environ de terres ou de marais. On y comptaitr trois moulins à eau et les habitants vivaient de l'agriculture, notamment maraîchère à Pondron.
Vers 1850 est tracé la route départementale 32, permettant de relier les divers hameaux de la commune. La mairie-école est construite vers 1860

## Politique et administration

### Rattachements administratifs et électoraux

#### Rattachements administratifs
La commune se trouve dans l'arrondissement de Senlis du département de l'Oise.
Elle faisait partie depuis 1801 du canton de Crépy-en-Valois. Dans le cadre du redécoupage cantonal de 2014 en France, cette circonscription administrative territoriale a disparu, et le canton n'est plus qu'une circonscription électorale.

#### Rattachements électoraux
Pour les élections départementales, la commune fait partie depuis 2014 d'un nouveau canton de Crépy-en-Valois
Pour l'élection des députés, elle fait partie de la cinquième circonscription de l'Oise.

### Intercommunalité
Fresnoy-la-Rivière est membre de la communauté de communes du Pays de Valois, un établissement public de coopération intercommunale (EPCI) à fiscalité propre créé fin 1996 et auquel la commune a transféré un certain nombre de ses compétences, dans les conditions déterminées par le code général des collectivités territoriales.

### Liste des maires
| Période                                  | Période                       | Identité             | Étiquette | Qualité                                             |
| ---------------------------------------- | ----------------------------- | -------------------- | --------- | --------------------------------------------------- |
| Les données manquantes sont à compléter. |                               |                      |           |                                                     |
| avant 1988                               |                               | Régis Bonnin         |           |                                                     |
| mars 1989                                | mars 1995                     | M. Diez              |           |                                                     |
| mars 1995                                | mars 2001                     | Guy Hazard           |           |                                                     |
| mars 2001                                | mars 2003                     | Luc Jeanmet          |           | Dirigeant de sociétés                               |
| mars 2003                                | mars 2008                     | Pierre Tison         |           |                                                     |
| mars 2008                                | mars 2014                     | Jean-Philippe Bonnel |           |                                                     |
| mars 2014                                | En cours (au 27 janvier 2023) | Christian Bornigal   |           | Retraité de la RATP Réélu pour le mandat 25020-2026 |

## Équipements et services publics

### Eau et déchets
L'adduction en eau potable est assurée par le syndicat des eaux de Bonneuil-en- Valois. L'assainissement des eaux usées est réalisé par des dispositifs autonomes, sauf le lotissement des Fontinettes, qui est raccordé à la station d'épuration de Morienval. Afin de réduire les risques de pollution, la création d'un réseau collectif d'assainissement a été envisagé pour 2011/2013.
L'intercommunalité assure la collecte des déchets ménagers.

### Enseignement

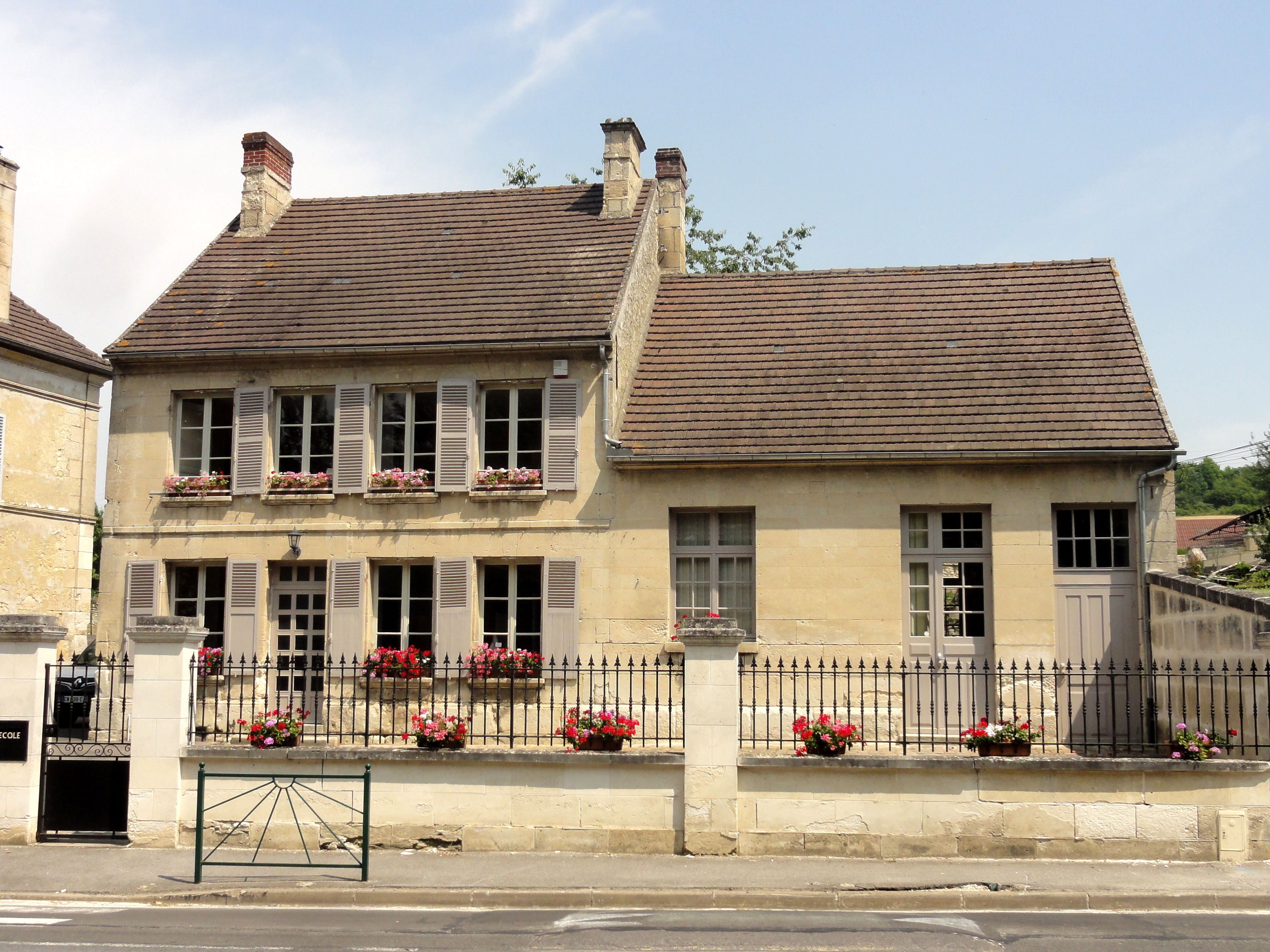
L'école.

Les enfants de la commune sont scolarisés avec ceux de Feigneux et de Russy-Bémont dans le cadre d'un regroupement pédagogique intercommunal. L'école de Fresnoy-la-Rivière accueille les enfants des classes cours moyens, cours préparatoire et accueille parfois les grandes sections maternelles.
La plupart continuent les études aux collèges et lycées de Crépy-en-Valois (collège Gérard-de-Nerval et collège Jean-de-la-Fontaine, lycée polyvalent Jean-Monnet)

## Population et société

### Démographie

#### Évolution démographique
L'évolution du nombre d'habitants est connue à travers les recensements de la population effectués dans la commune depuis 1793. Pour les communes de moins de 10 000 habitants, une enquête de recensement portant sur toute la population est réalisée tous les cinq ans, les populations de référence des années intermédiaires étant quant à elles estimées par interpolation ou extrapolation. Pour la commune, le premier recensement exhaustif entrant dans le cadre du nouveau dispositif a été réalisé en 2004.

En 2022, la commune comptait 681 habitants, en évolution de +6,91 % par rapport à 2016 (Oise : +0,87 %, France hors Mayotte : +2,11 %).
| 1793 | 1800 | 1806 | 1821 | 1831 | 1836 | 1841 | 1846 | 1851 |
| ---- | ---- | ---- | ---- | ---- | ---- | ---- | ---- | ---- |
| 290  | 316  | 386  | 425  | 560  | 567  | 588  | 596  | 570  |

| 1856 | 1861 | 1866 | 1872 | 1876 | 1881 | 1886 | 1891 | 1896 |
| ---- | ---- | ---- | ---- | ---- | ---- | ---- | ---- | ---- |
| 539  | 561  | 500  | 526  | 521  | 517  | 513  | 503  | 475  |

| 1901 | 1906 | 1911 | 1921 | 1926 | 1931 | 1936 | 1946 | 1954 |
| ---- | ---- | ---- | ---- | ---- | ---- | ---- | ---- | ---- |
| 509  | 491  | 466  | 392  | 359  | 364  | 348  | 345  | 315  |

| 1962 | 1968 | 1975 | 1982 | 1990 | 1999 | 2004 | 2006 | 2009 |
| ---- | ---- | ---- | ---- | ---- | ---- | ---- | ---- | ---- |
| 307  | 292  | 305  | 350  | 484  | 618  | 652  | 656  | 607  |

| 2014 | 2019 | 2022 | - | - | - | - | - | - |
| ---- | ---- | ---- | - | - | - | - | - | - |
| 635  | 679  | 681  | - | - | - | - | - | - |

Le village a perdu la moitié de sa population, passant de 596 habitants en 1846 à 292 en 1968, et la totalité de ses commerces, et de ses activités industrielles et artisanales entre 1850 et 1950. Après la mise en service de l'Aéroport de Paris-Charles-de-Gaulle en 1974, de nouveaux habitants s'installent à Fresnoy-la-Rivière, et la population a plus. La population a plus que doublé, passant de 292 habitants en 1968 à près de 650 habitants en 2008.

#### Pyramide des âges
La population de la commune est relativement jeune.
En 2018, le taux de personnes d'un âge inférieur à 30 ans s'élève à 35,2 %, soit en dessous de la moyenne départementale (37,3 %). À l'inverse, le taux de personnes d'âge supérieur à 60 ans est de 20,6 % la même année, alors qu'il est de 22,8 % au niveau départemental.
En 2018, la commune comptait 328 hommes pour 337 femmes, soit un taux de 50,68 % de femmes, légèrement inférieur au taux départemental (51,11 %).
Les pyramides des âges de la commune et du département s'établissent comme suit.
| Hommes | Classe d’âge | Femmes |
| ------ | ------------ | ------ |
| 0,3    | 90 ou +      | 0,3    |
| 4,2    | 75-89 ans    | 5,2    |
| 15,5   | 60-74 ans    | 15,7   |
| 25,1   | 45-59 ans    | 18,6   |
| 22,1   | 30-44 ans    | 22,7   |
| 14,3   | 15-29 ans    | 14,2   |
| 18,5   | 0-14 ans     | 23,3   |

| Hommes | Classe d’âge | Femmes |
| ------ | ------------ | ------ |
| 0,5    | 90 ou +      | 1,4    |
| 5,5    | 75-89 ans    | 7,6    |
| 15,6   | 60-74 ans    | 16,3   |
| 20,8   | 45-59 ans    | 20     |
| 19,4   | 30-44 ans    | 19,4   |
| 17,6   | 15-29 ans    | 16,2   |
| 20,6   | 0-14 ans     | 19,1   |

### Sports et loisirs
Le hameau de Pondron est connu pour sa course de côte, l'une des deux seules des Hauts-de-France, longue de 1 350 mètres et comptant sept virages dont deux en épingle à cheveux. La 36e édition a lieu fin août 2018.

## Culture locale et patrimoine

### Lieux et monuments

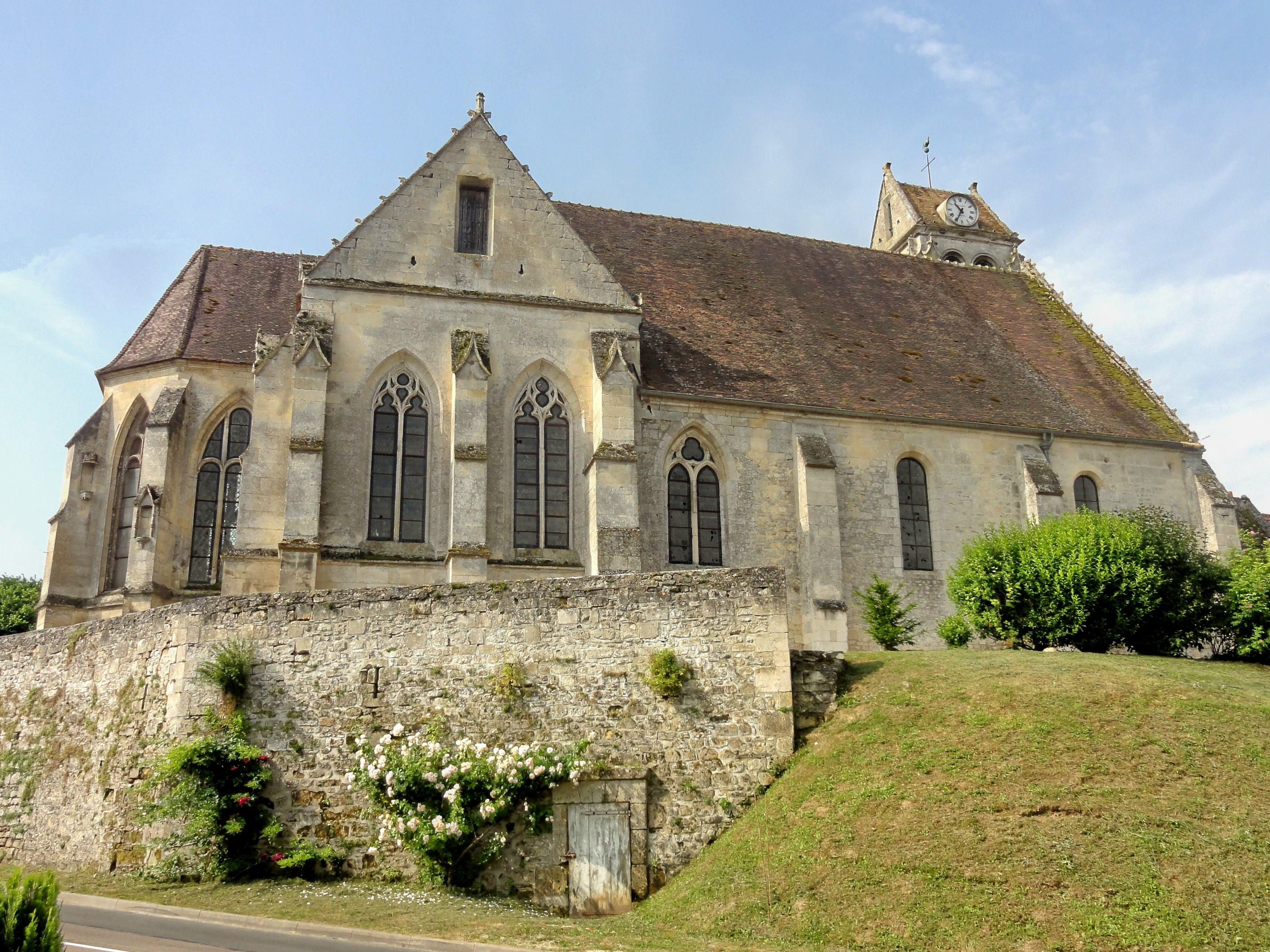
Église Saint-Denis.

Fresnoy-la-Rivière compte deux monuments historiques sur son territoire :
- Église Saint-Denis de Fresnoy-la-Rivière (classée monument historique par arrêté du 10 janvier 1920[44]) :  
Elle est presque entièrement issue de la reconstruction gothique flamboyante après la guerre de Cent Ans, au cours de la première moitié du XVIe siècle, mais est pourtant loin d'être homogène. Le clocher en bâtière, d'une facture assez archaïque par rapport à l'époque, est l'un des rares exemplaires du XVIe siècle à présenter un double étage de beffroi. Il occupe l'angle sud-ouest de la nef. Celle-ci est précédée d'un porche bâti en dur de dimensions généreuses. La nef elle-même est de grande ampleur, et particulièrement large. Elle n'est pas voûtée, mais recouverte d'une belle charpente en carène renversée qui était lambrissée jusqu'à la dernière restauration. Au sud, un bas-côté pas non plus voûté accompagne la nef, mais ne commence qu'à l'est du clocher. La nef ouvre à la fois sur la croisée du transept et le croisillon nord, qui sont de largeur et de hauteur analogues, tandis que le bas-côté ouvre sur le croisillon sud, qui est moins large. C'est une autre spécificité de l'église. 
L'église est surtout réputée pour son double transept, qui aboutit sur une abside à cinq pans recouverte de deux voûtes séparées. Cet ensemble est d'une architecture recherchée. Les six voûtes du transept reposent au milieu sur deux minces piliers cylindriques. Le long des murs, leurs nervures descendent tout au contraire jusqu'au sol, ce qui est une marque de raffinement. Les réseaux des fenêtres sont soignés. Les voûtes de l'abside sont reçues sur des colonnettes uniques, dont les chapiteaux reflètent l'influence de la Renaissance. Il en va de même des réseaux des fenêtres. Deux baies de l'abside conservent des verrières antérieures à 1560, mais l'une n'est que l'assemblage de fragments, dont certains sont de grand intérêt. L'autre est un arbre de Jessé[45].

L'église Saint-Denis de Fresnoy-la-Rivière
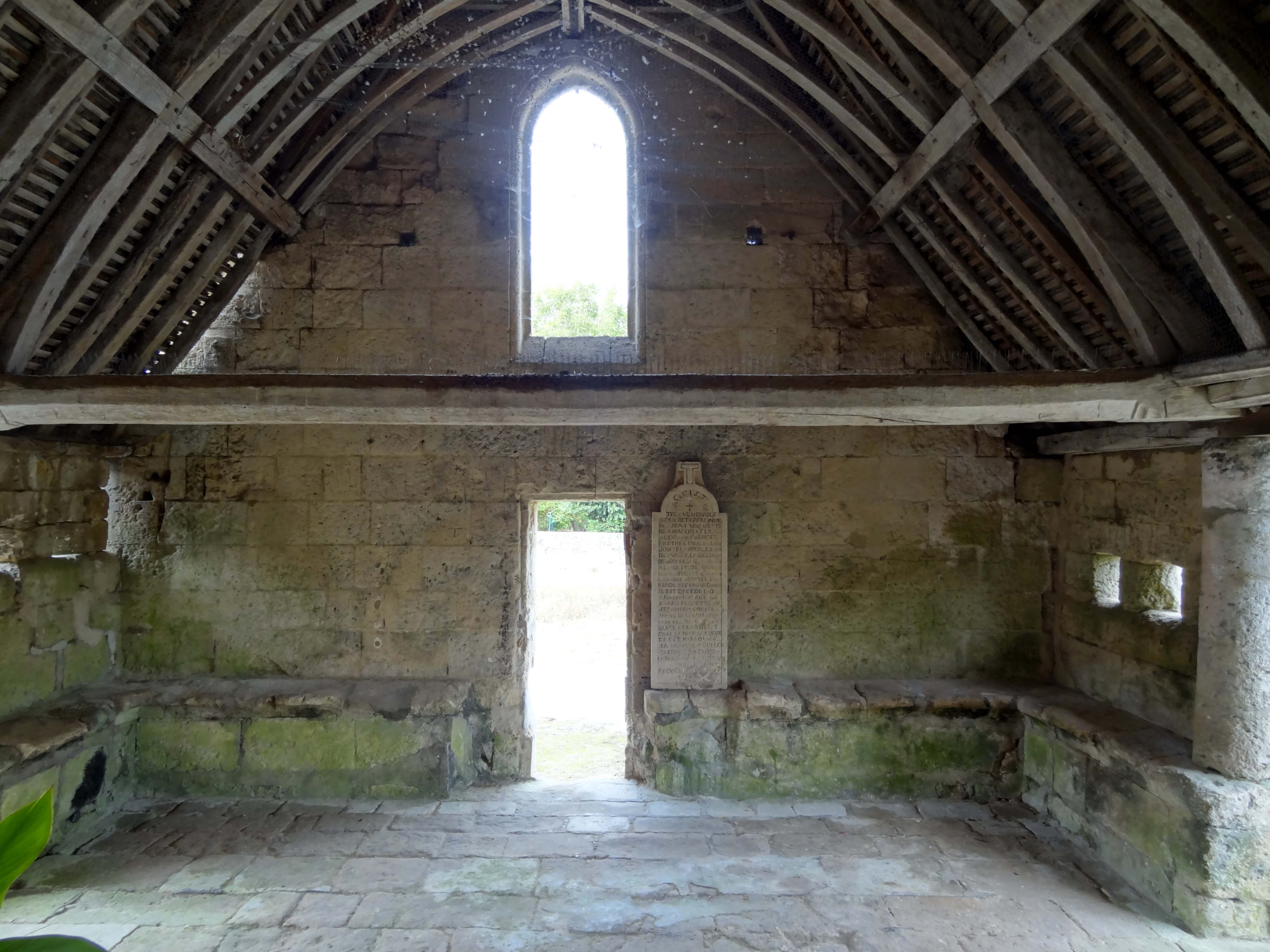
Porche, vue vers l'ouest.
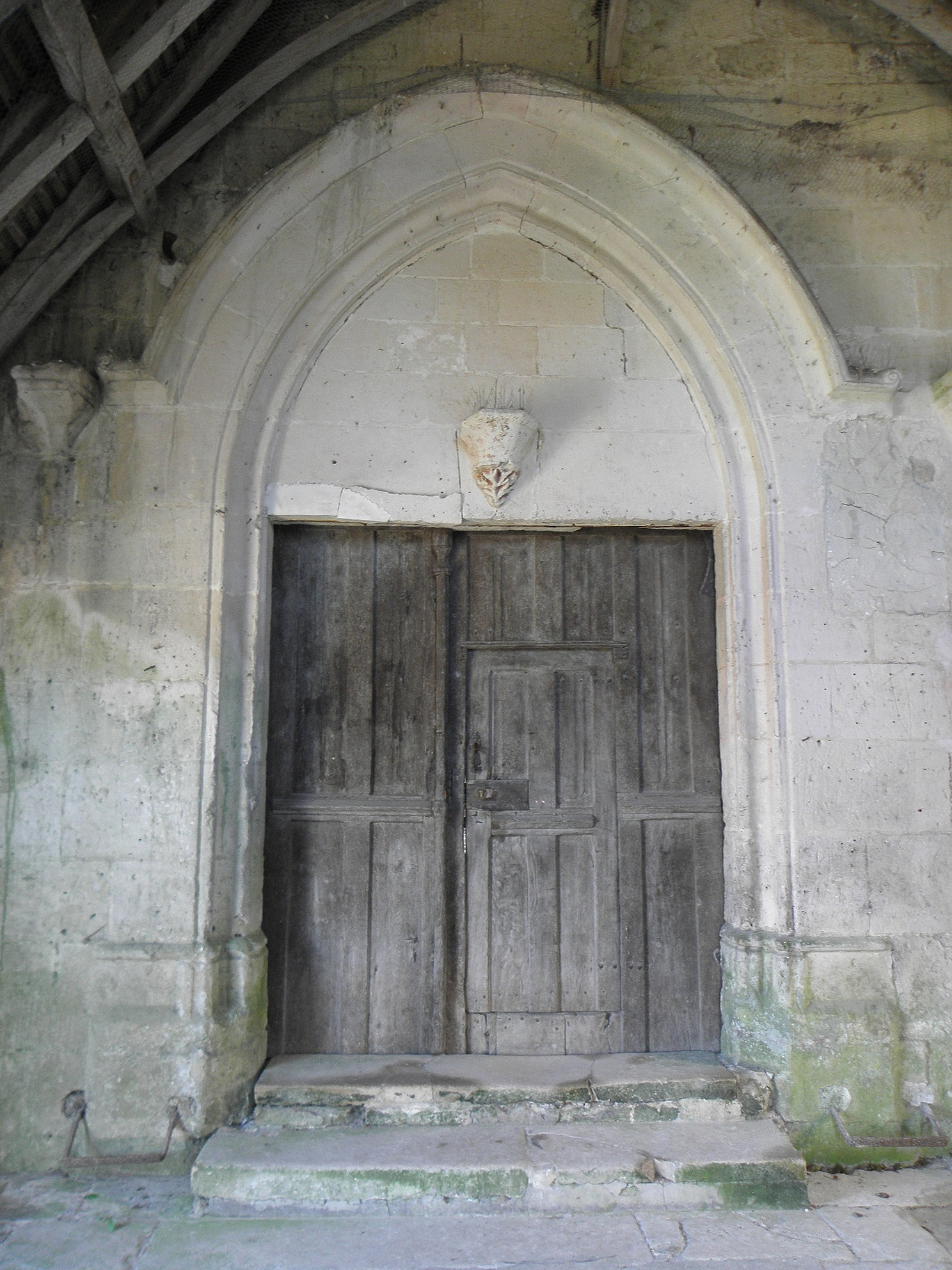
Portail, sous le porche.
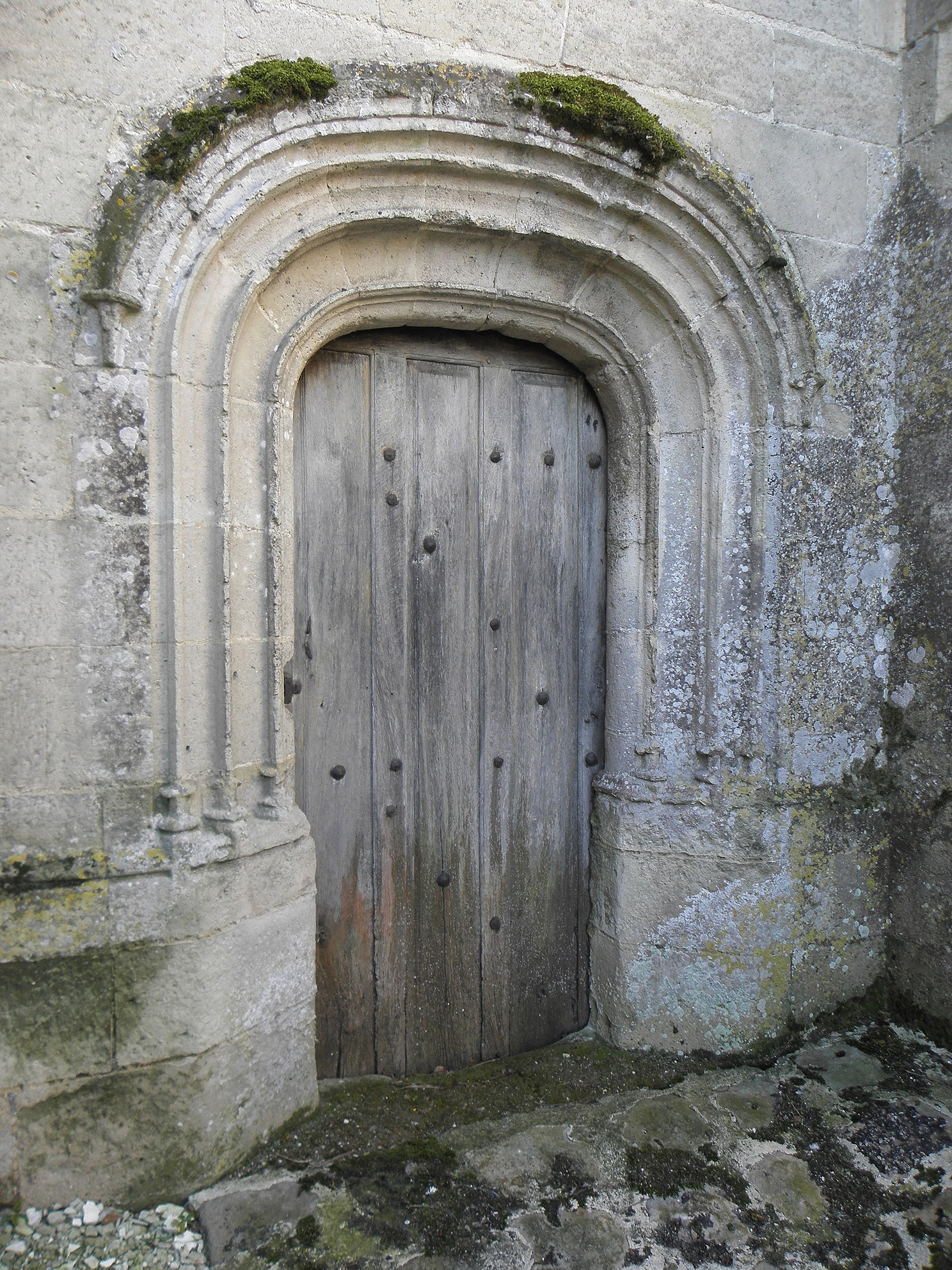
Porte ouest de la tour.
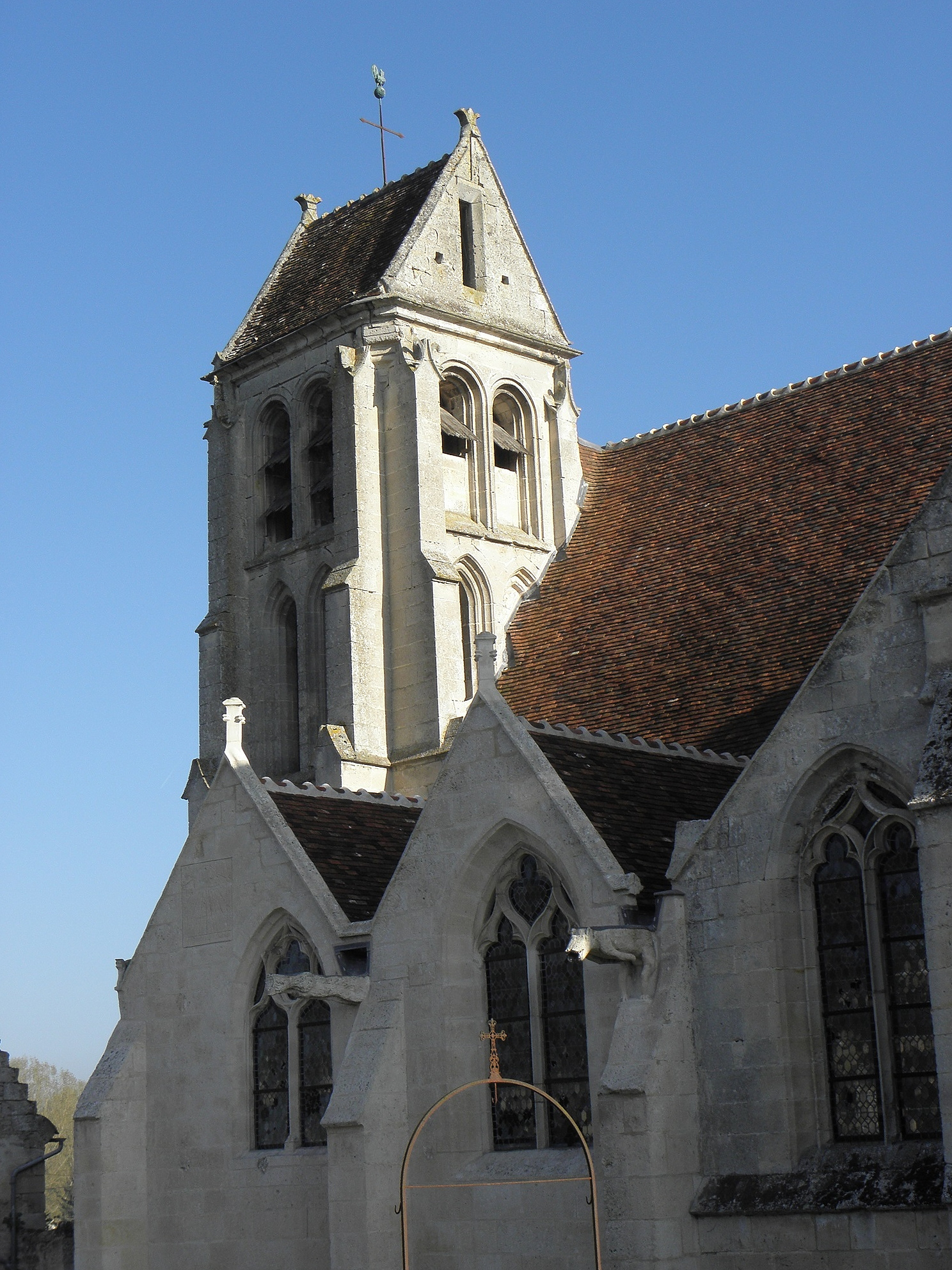
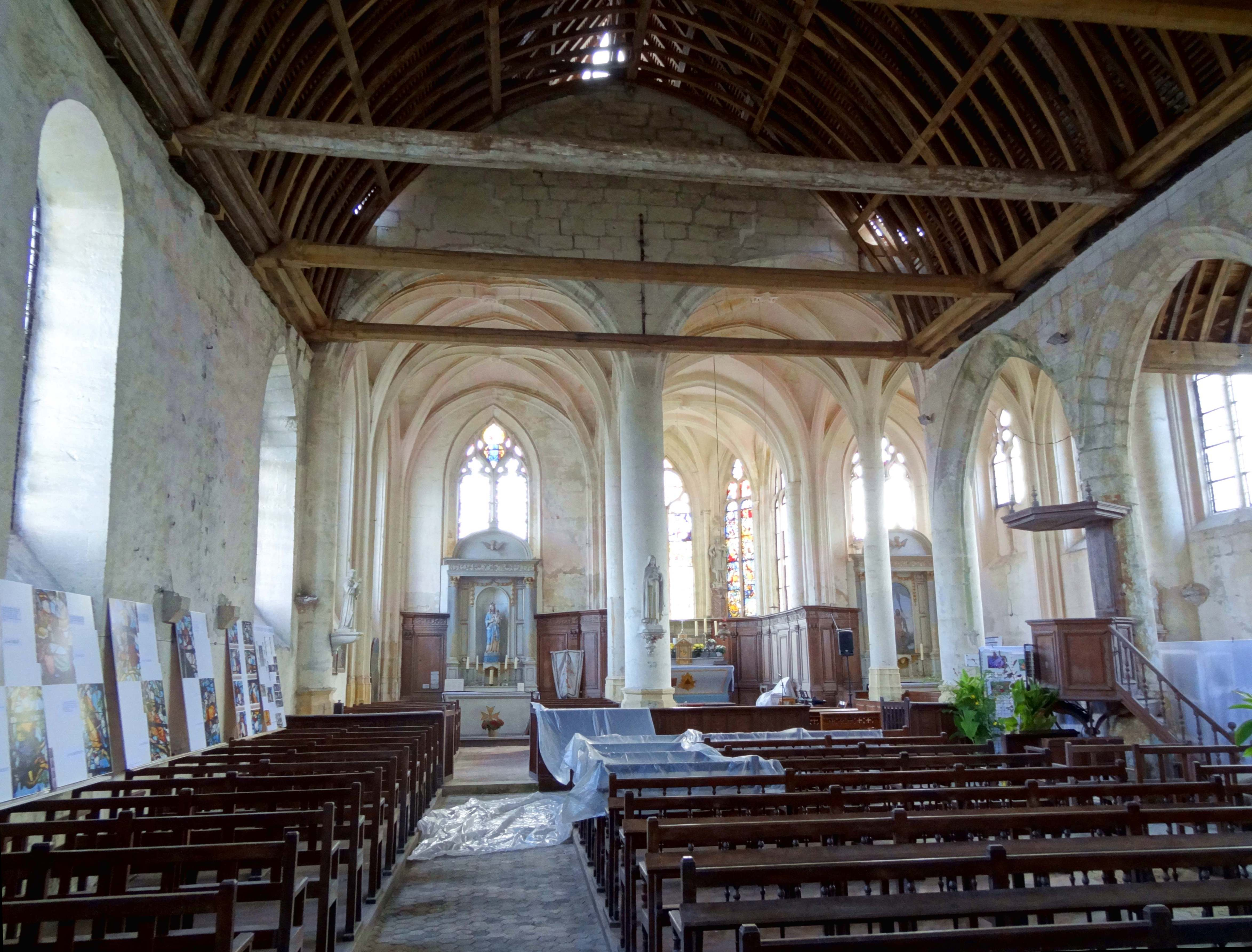
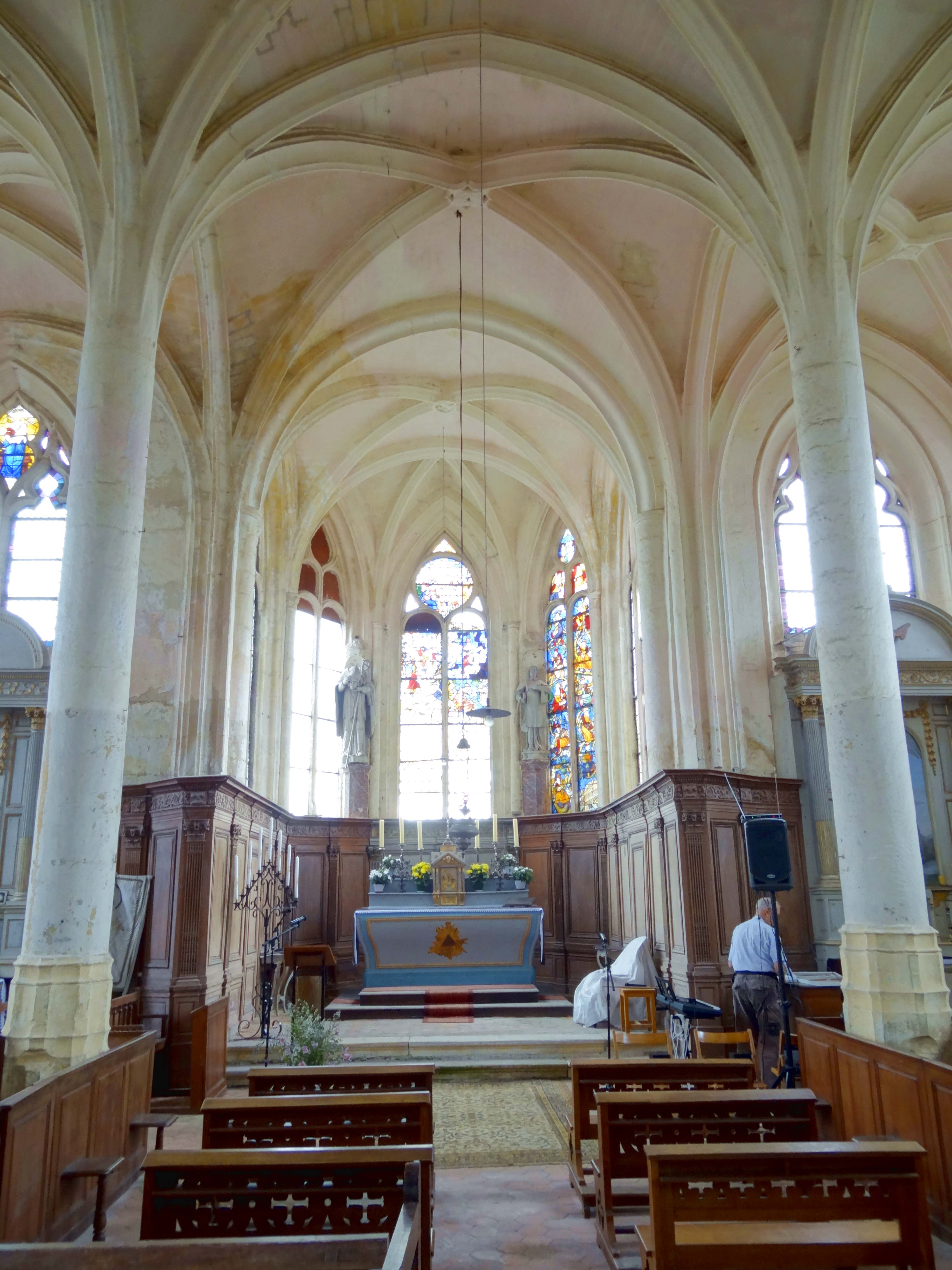
Le choeur et le maître-autel
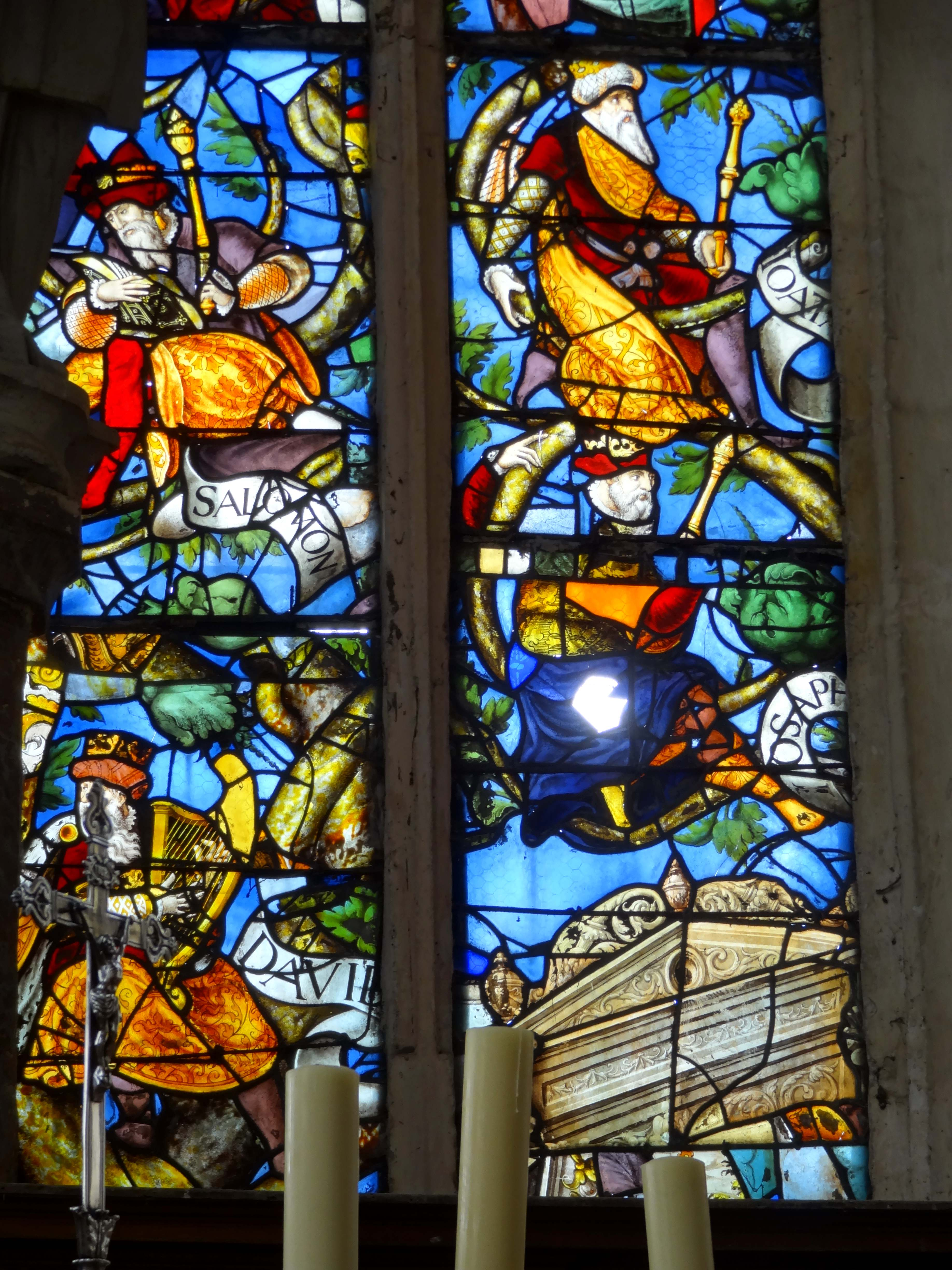
Détail de l'arbre de Jessé
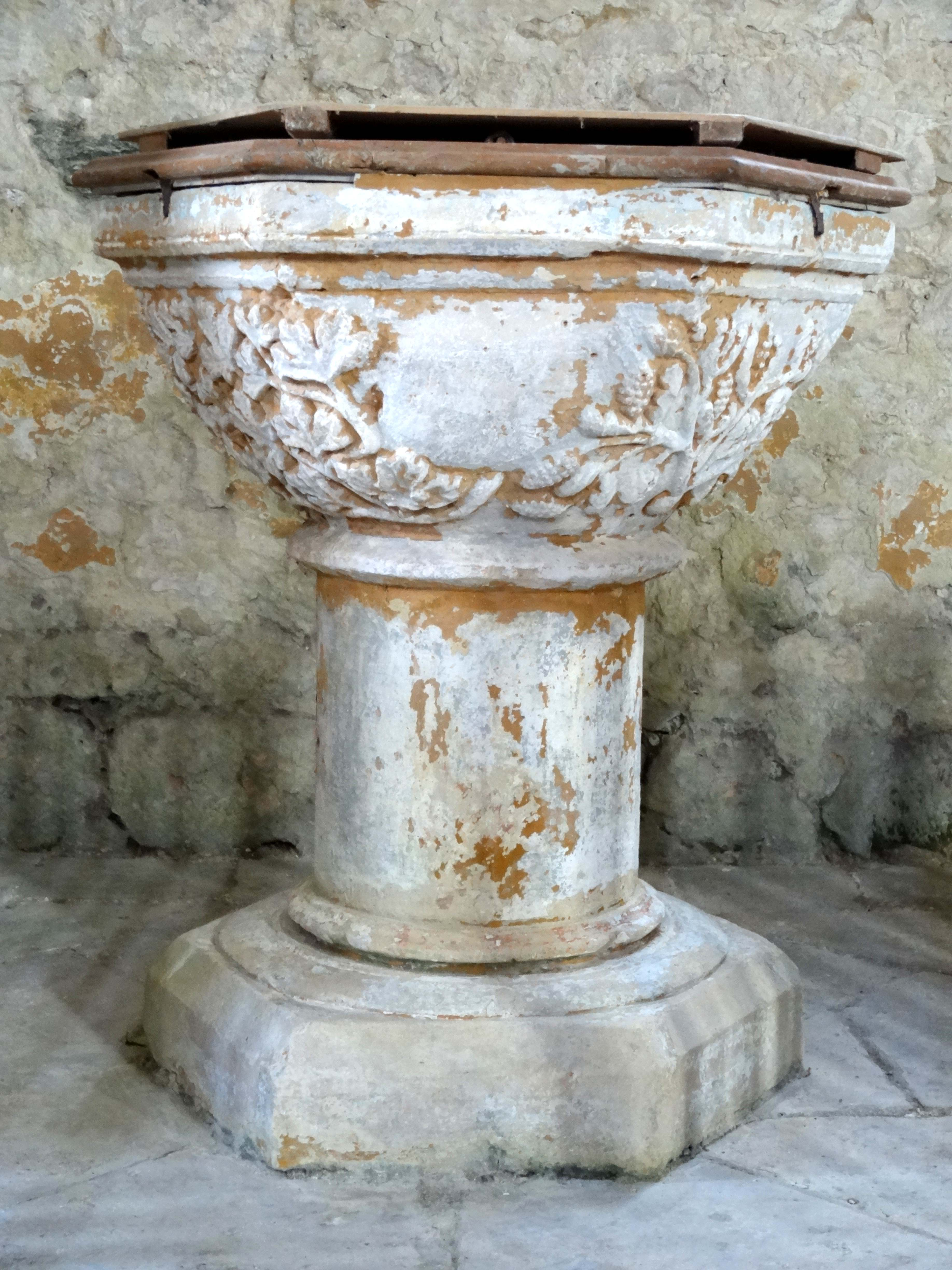
Fonts baptismaux.

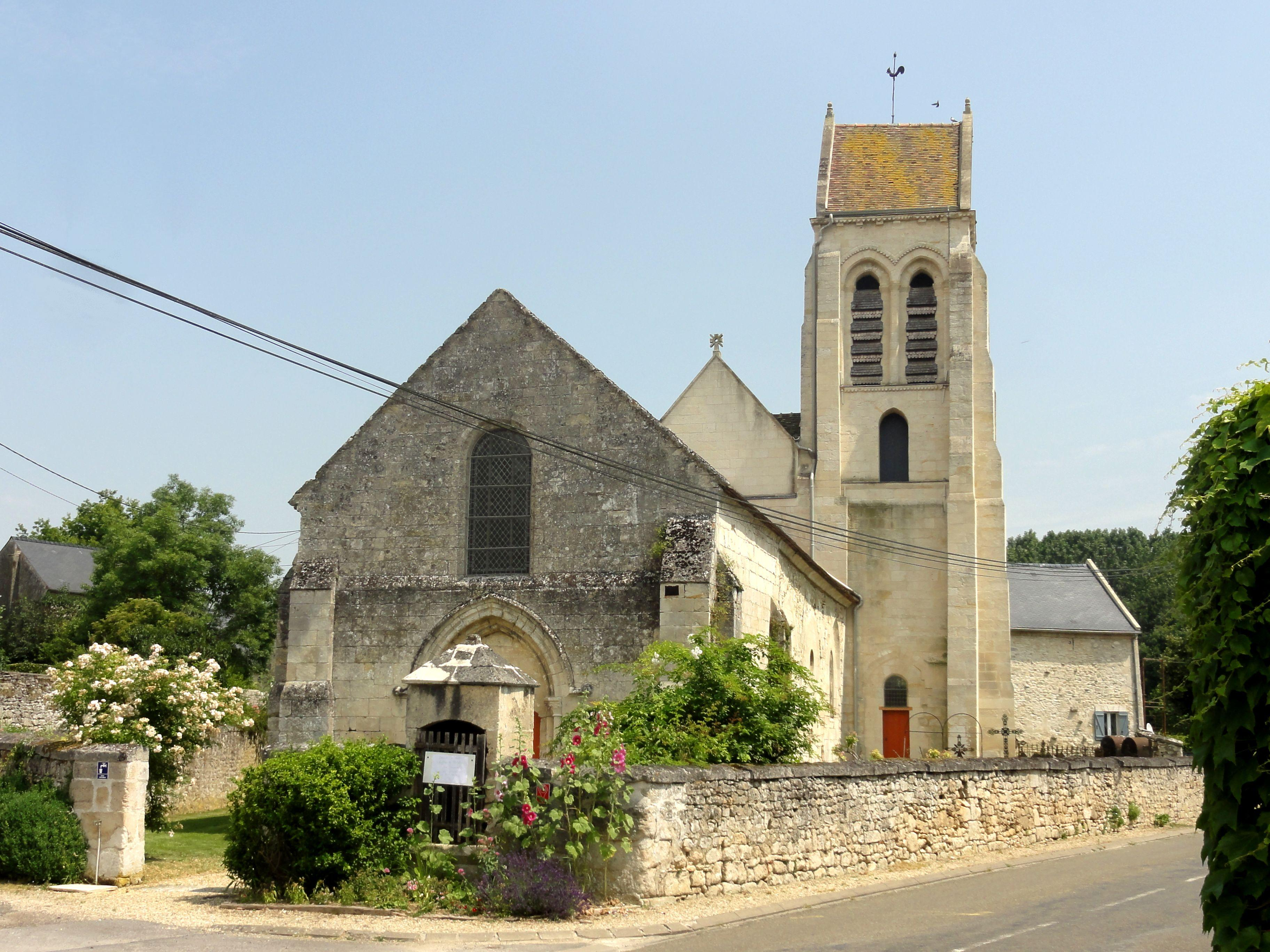
Église Notre-Dame de Pondron.

- Église Notre-Dame de Pondron (classée monument historique en 1920[46]) : 
Elle est, pour l'essentiel, de style gothique primitif, et a été édifiée en deux campagnes rapprochées, entre la fin du XIIe et le début du XIIIe siècle, en réutilisant les murs latéraux d'une vieille nef romane du début du XIIe siècle, qui a été prolongée vers l'ouest et munie d'un nouveau portail. 
L'église Notre-Dame fournit notamment un exemple d'un petit chœur carré de deux courtes travées à clocher en bâtière latéral ; avec une chapelle à niche d'autel dans la base du clocher ; un chevet initialement éclairé par une unique fenêtre ; des formerets retombant sur des culs-de-lampe sculptés de têtes humaines ; et une bâtière du clocher disposé perpendiculairement à l'axe de l'édifice. 
Le clocher central est la règle dans la région, et les chevets plats sont le plus souvent ajourés d'un triplet. L'on note également des partis archaïsants, notamment l'emploi de contreforts plats d'allure romane et de baies en plein cintre encore au début du XIIIe siècle. La chapelle au nord du chœur a été ajoutée ou rebâtie au début du XVIe siècle, et est de style gothique flamboyant. C'est sans doute peu de temps après que le bas-côté, ajouté après coup au sud de la nef, fut démoli[47].

L'église Notre-Dame de Pondron
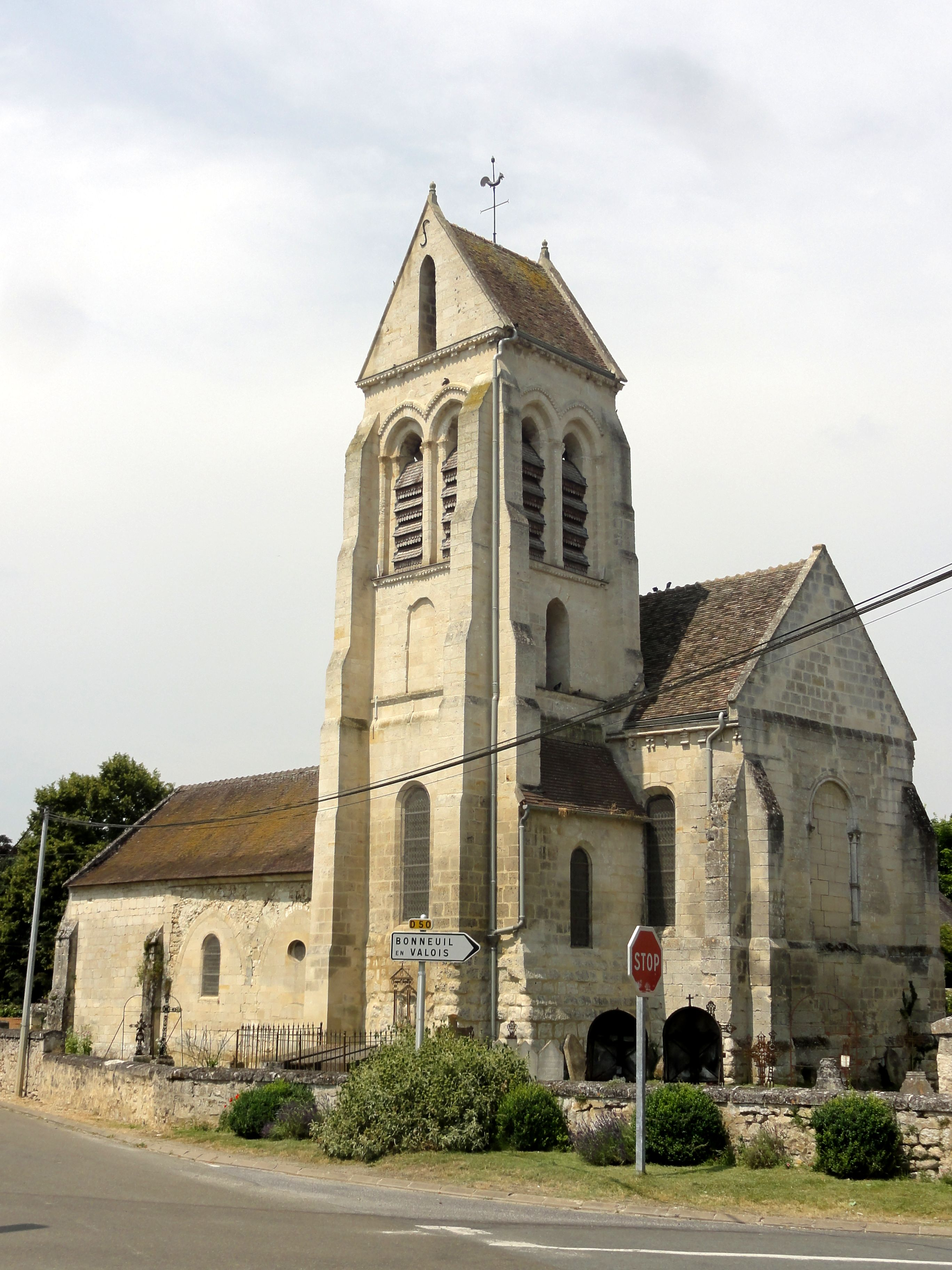
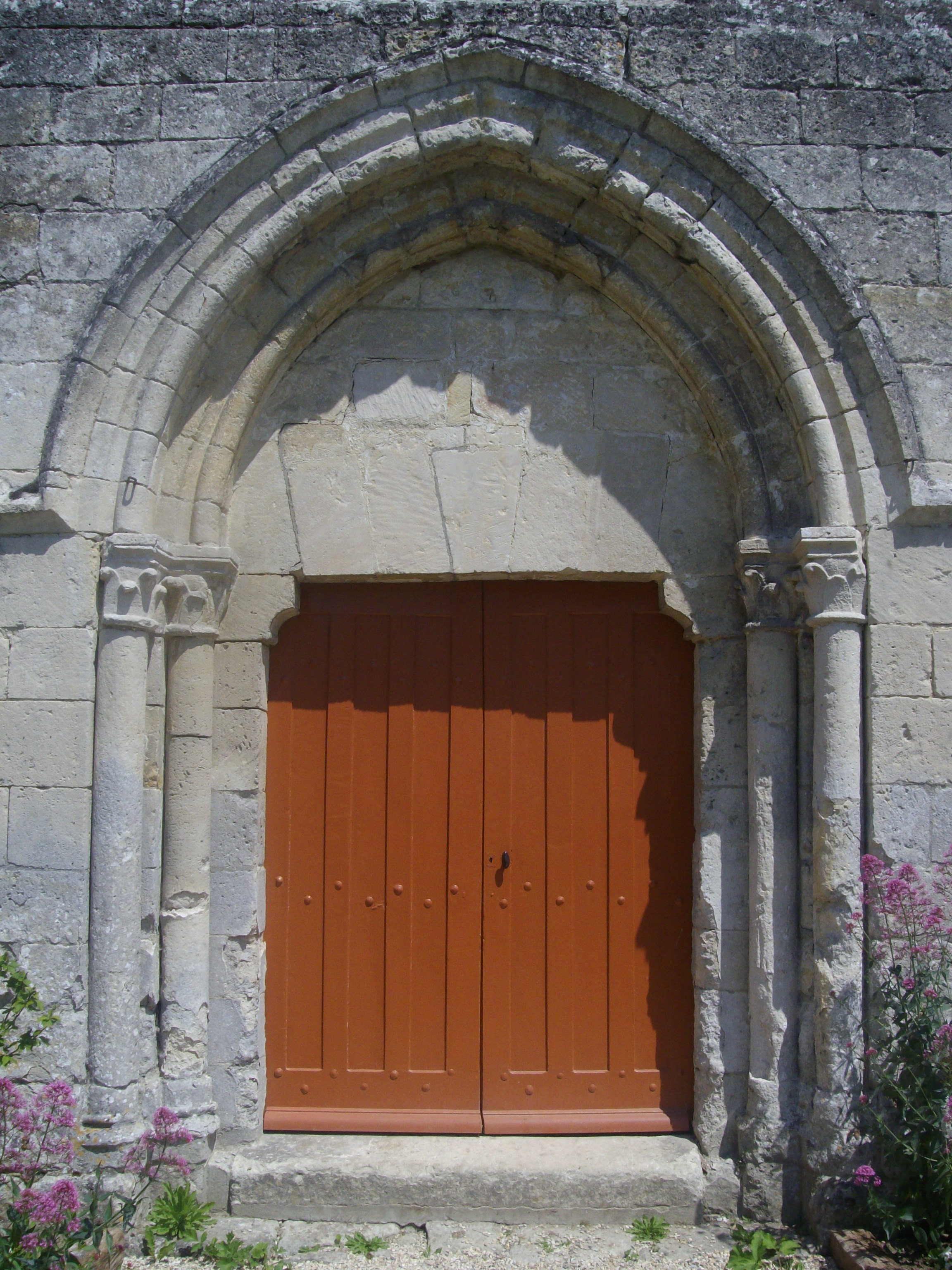
Portail.
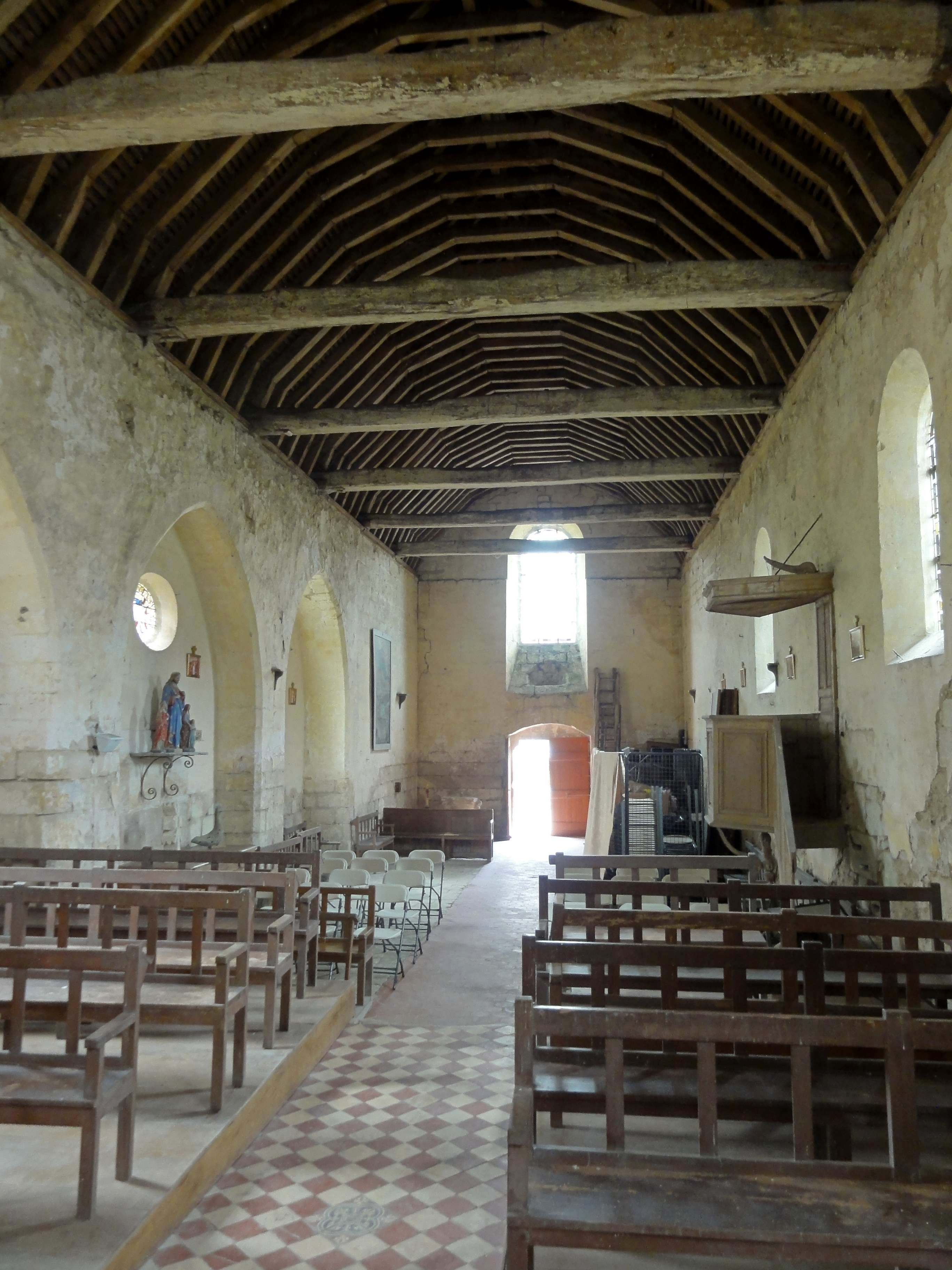
La nef, vue vers l'ouest.
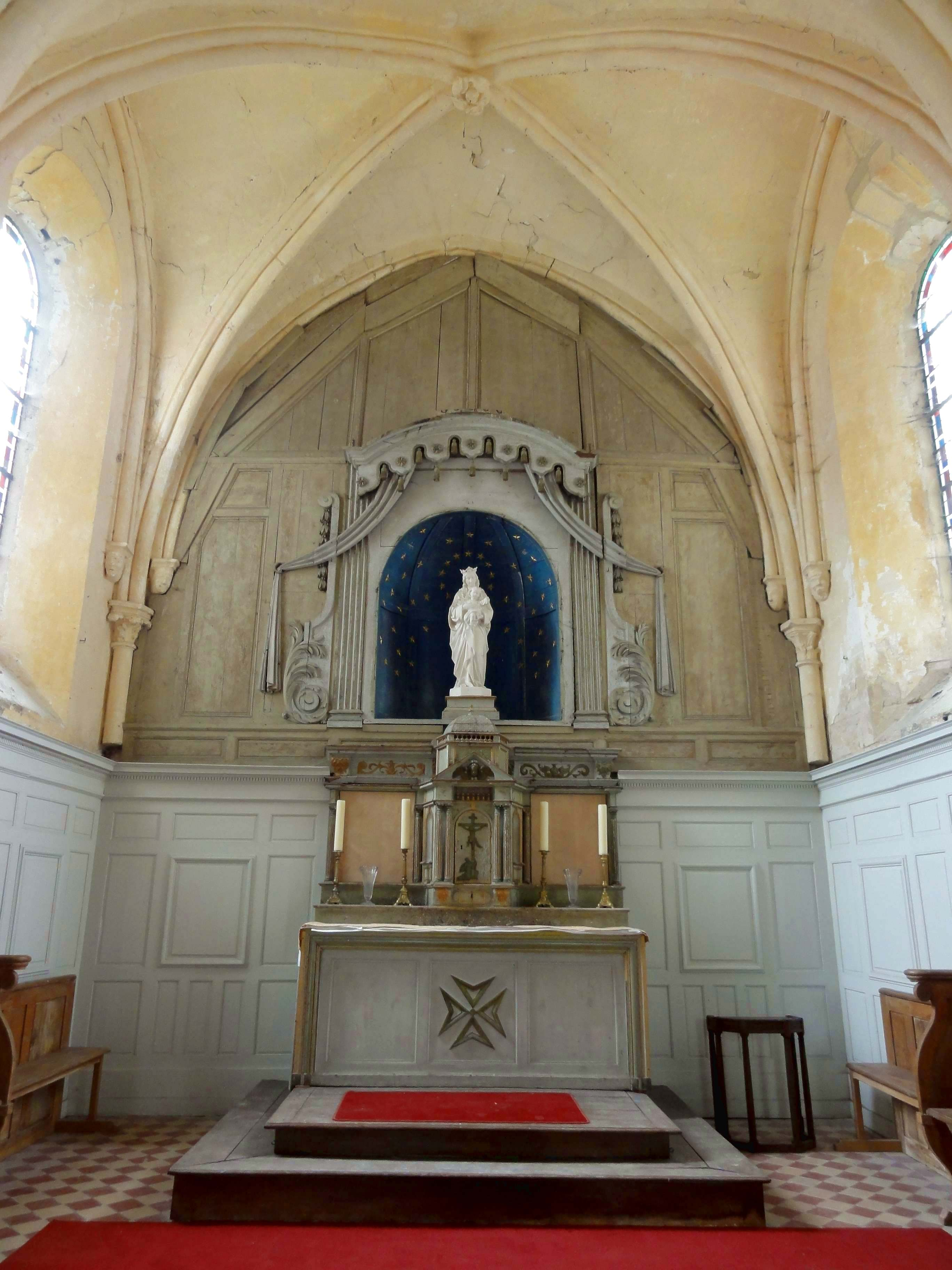
Abside et maitre-autel
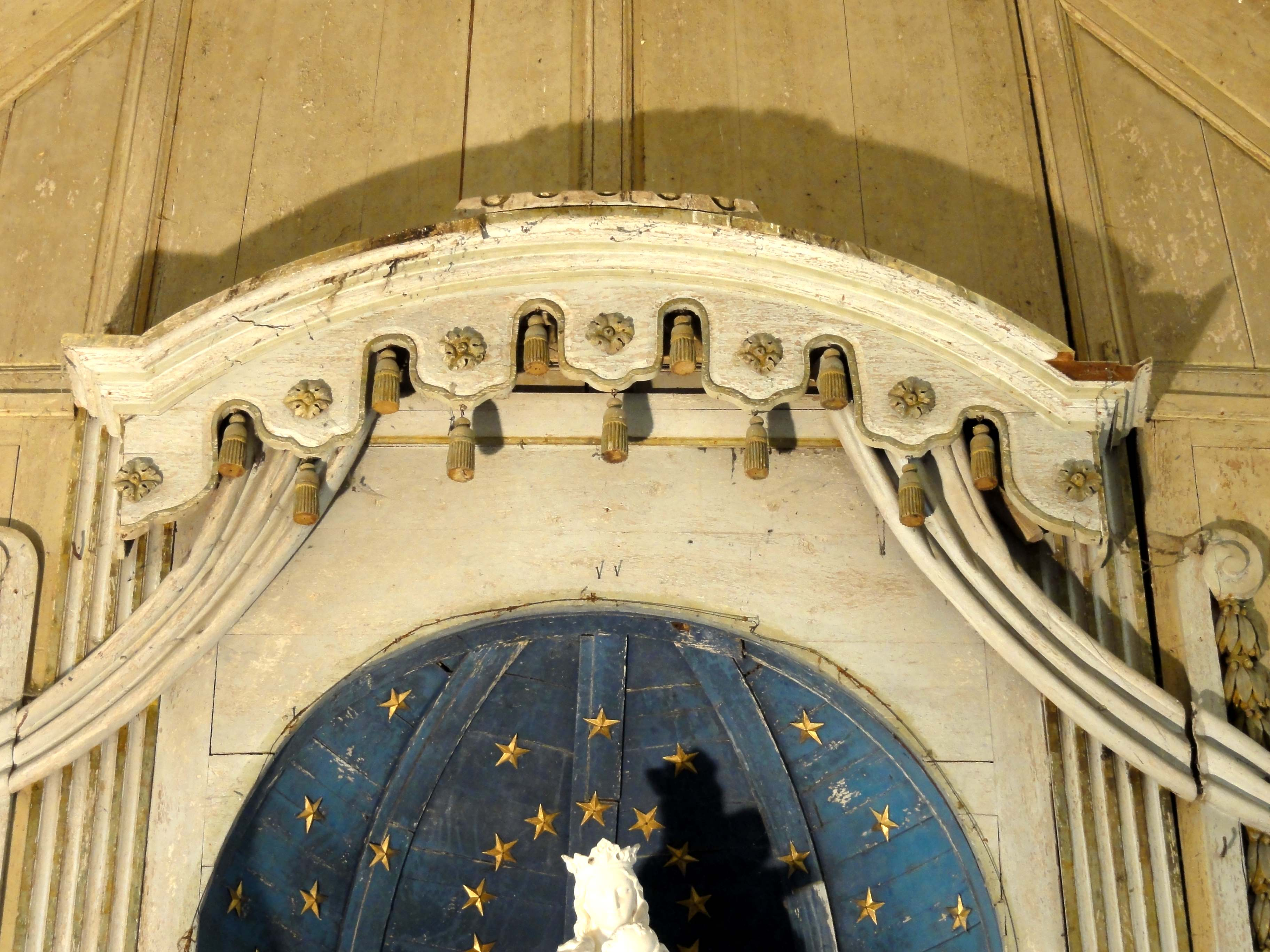
Couronnement du retable.
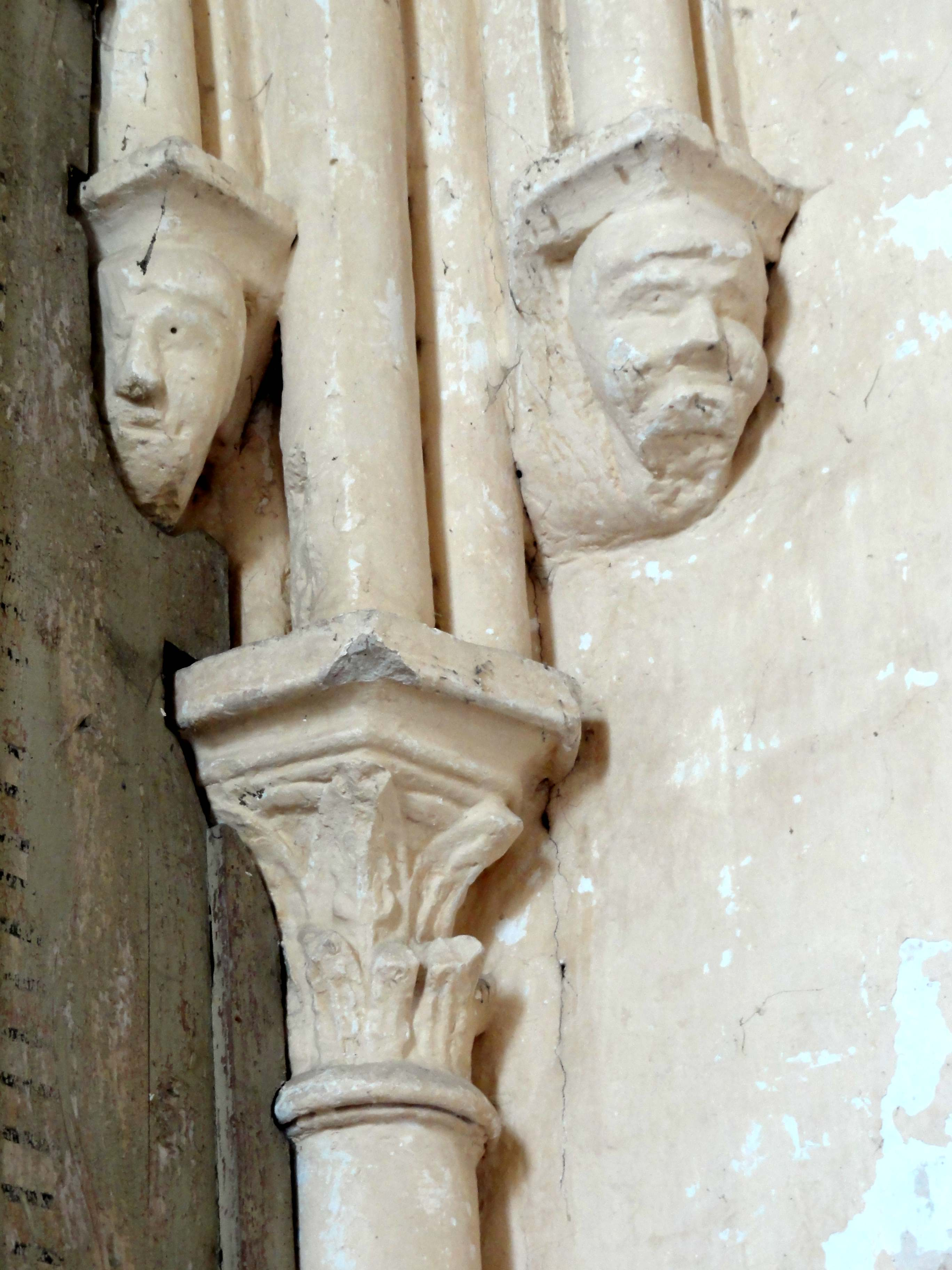
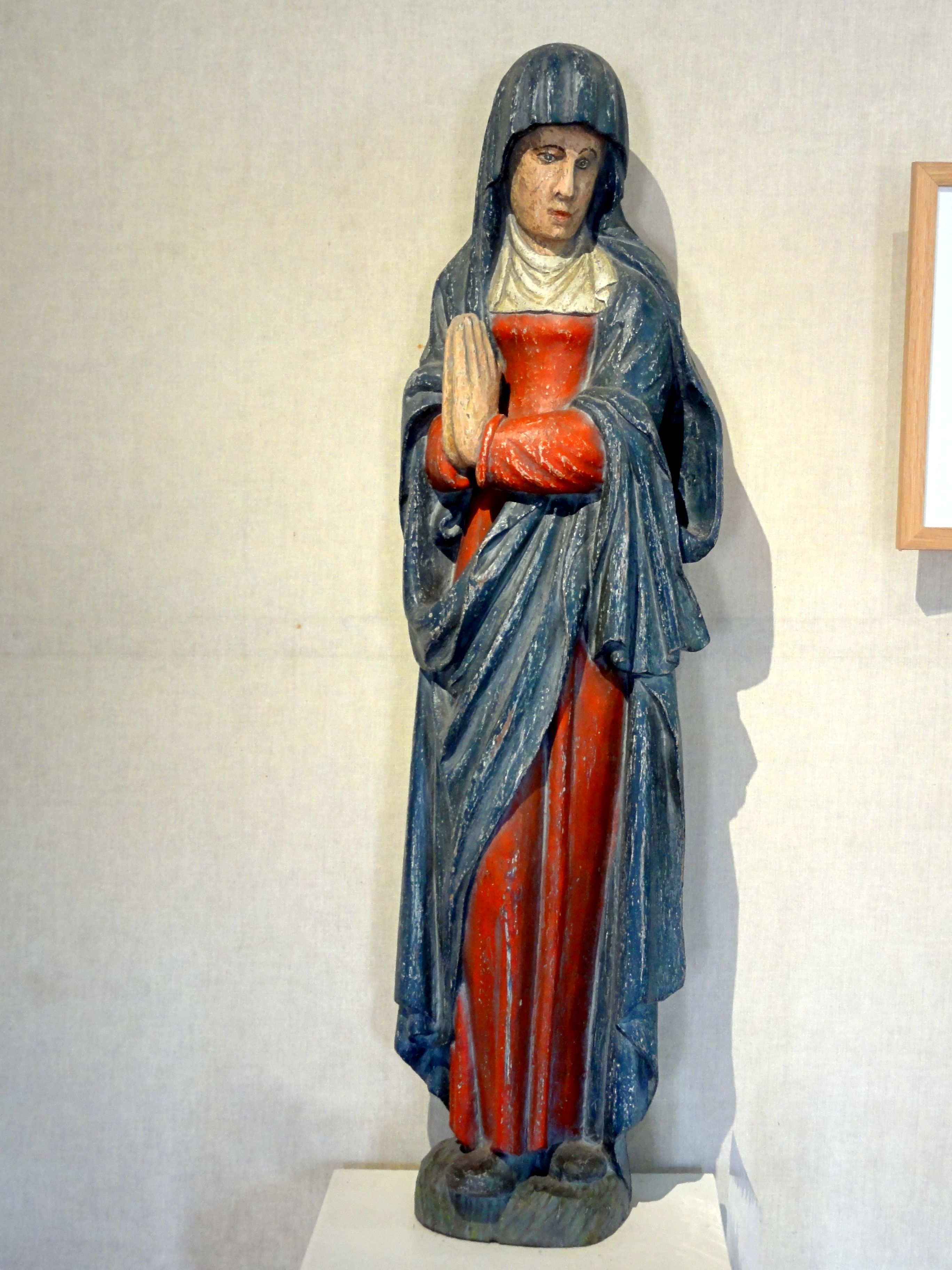
Statue de la Vierge provenant d'une poutre de gloire (XVIe siècle)
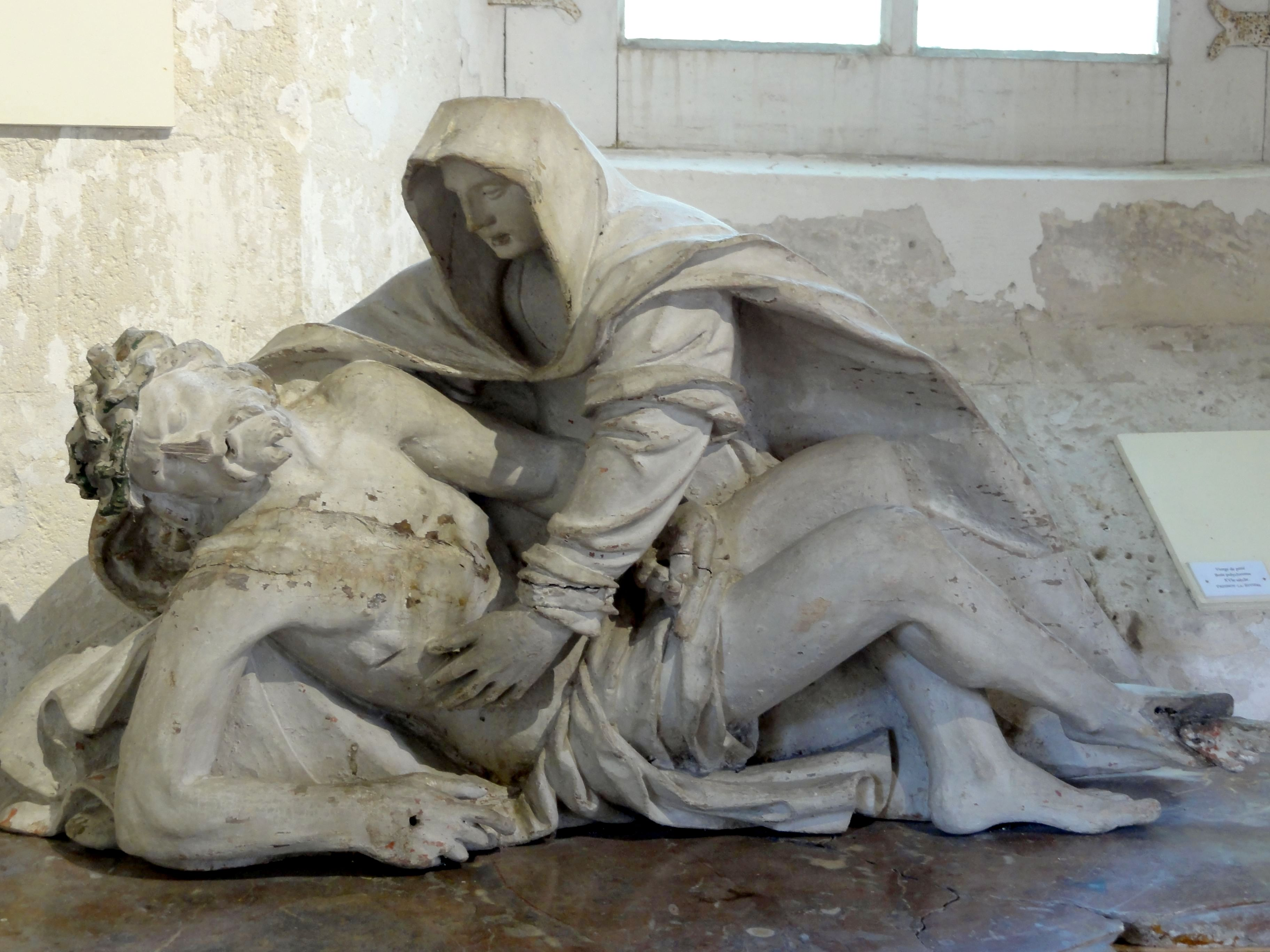
Pietà, XVIe siècle.

On peut également noter :
- Quatre lavoirs couverts : trois près de la RD 32 au chef-lieu, à Vattier-Voisin et à Pondron, et un quatrième au bout d'une sente en herbe partant de la rue du Valois à Fresnoy-la-Rivière.

Les lavoirs
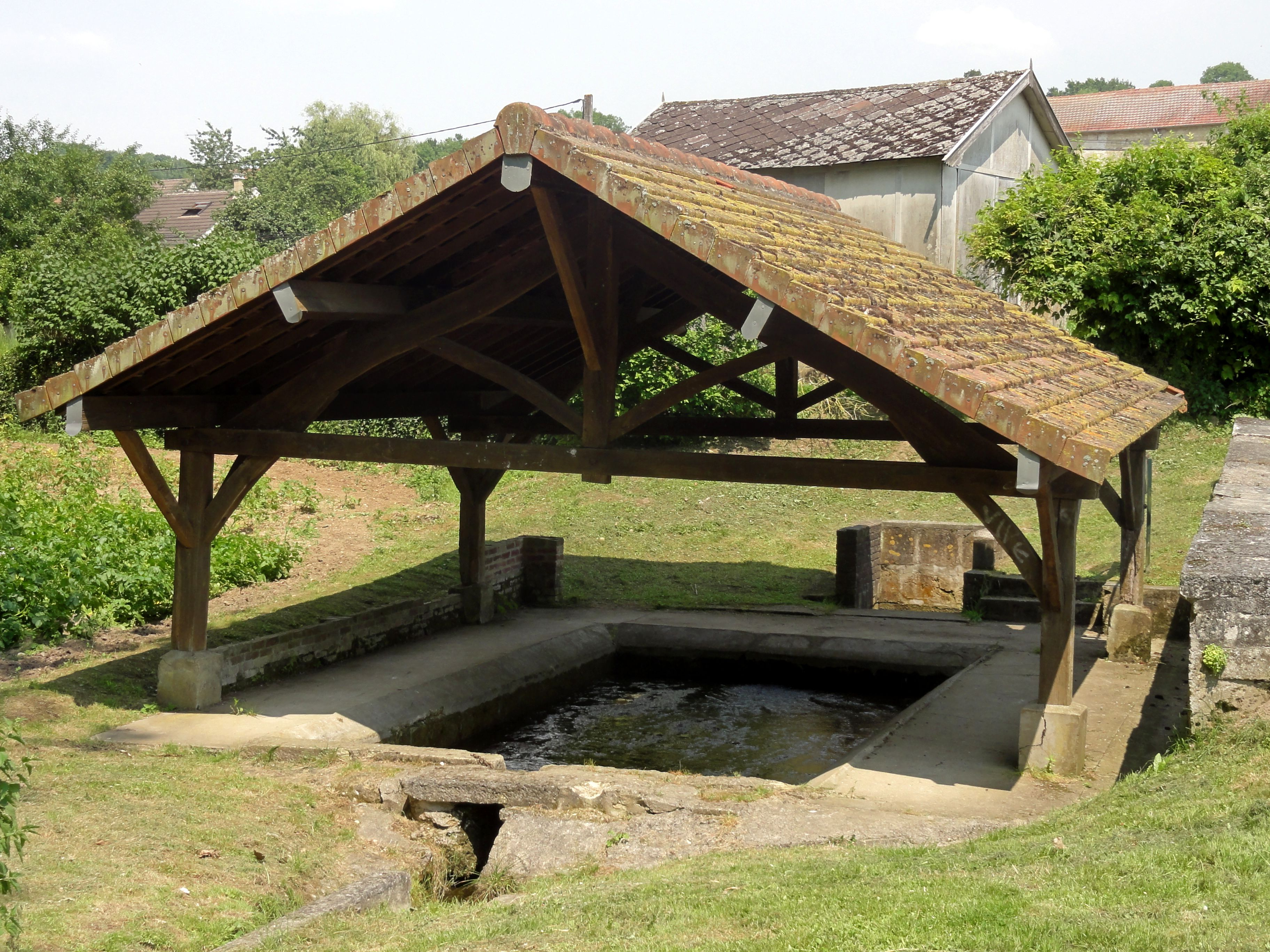
Lavoir de Vattier-Voisin.
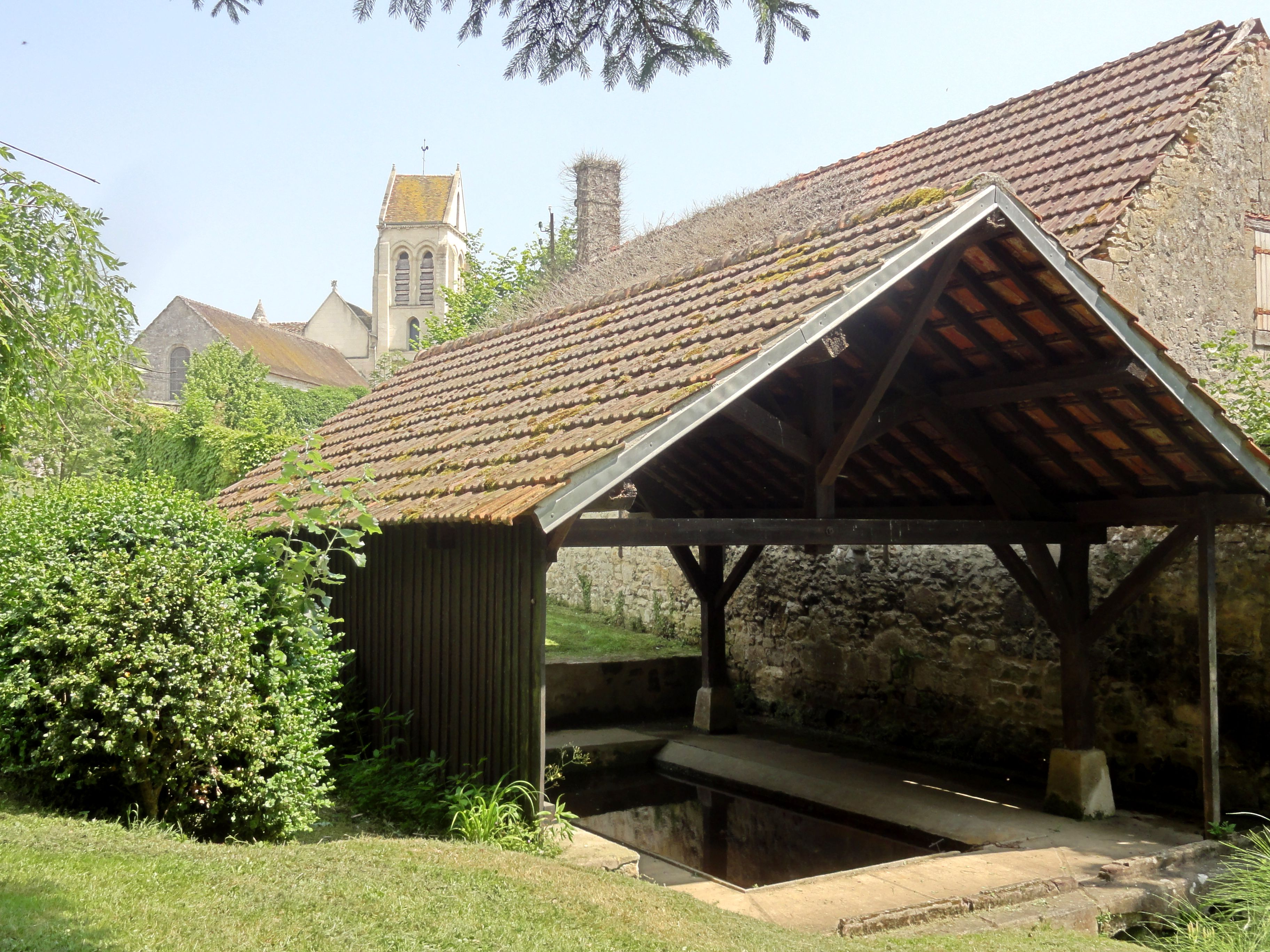
Le lavoir de Pondron
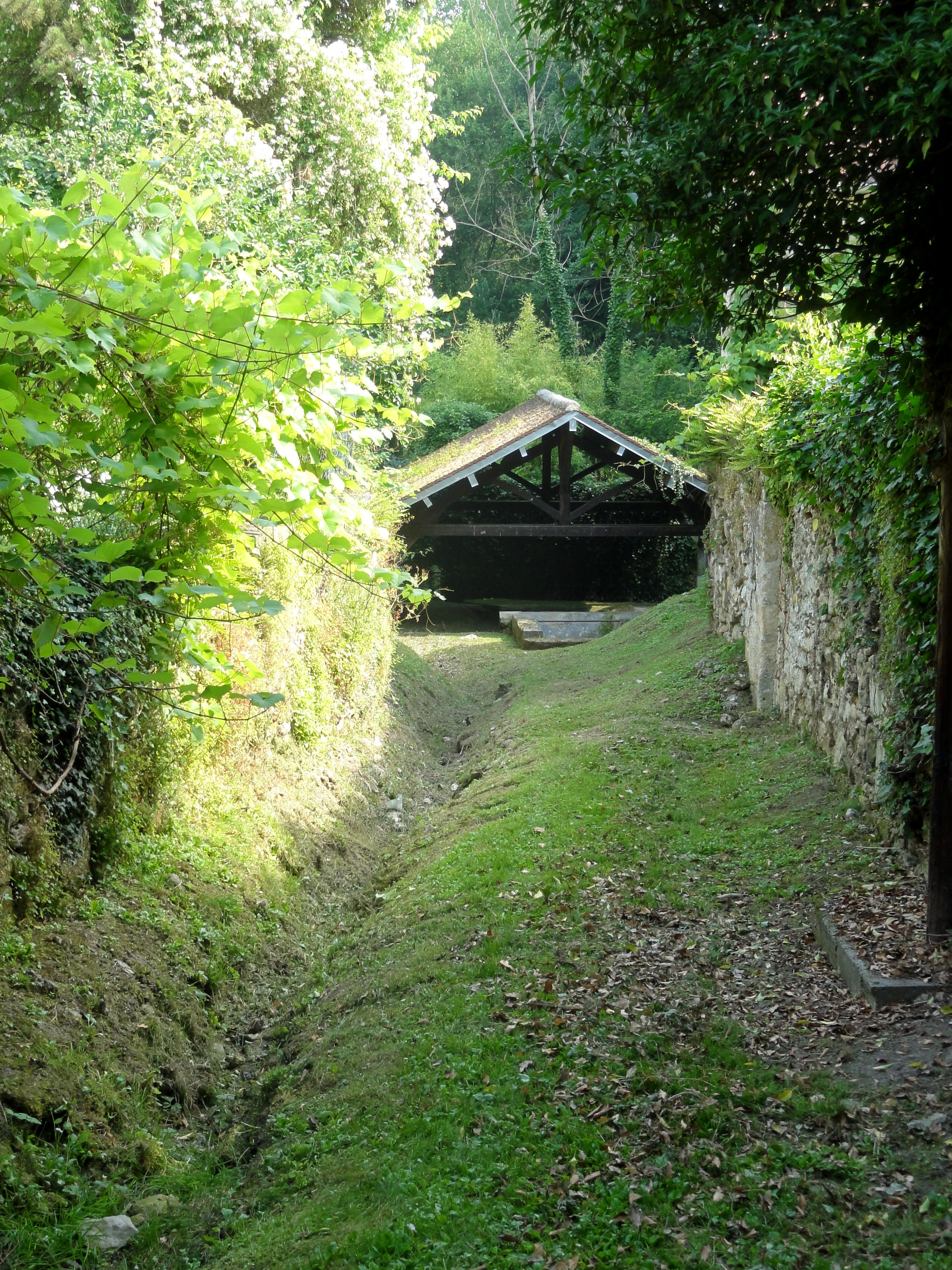
Lavoir, rue de Flandre.
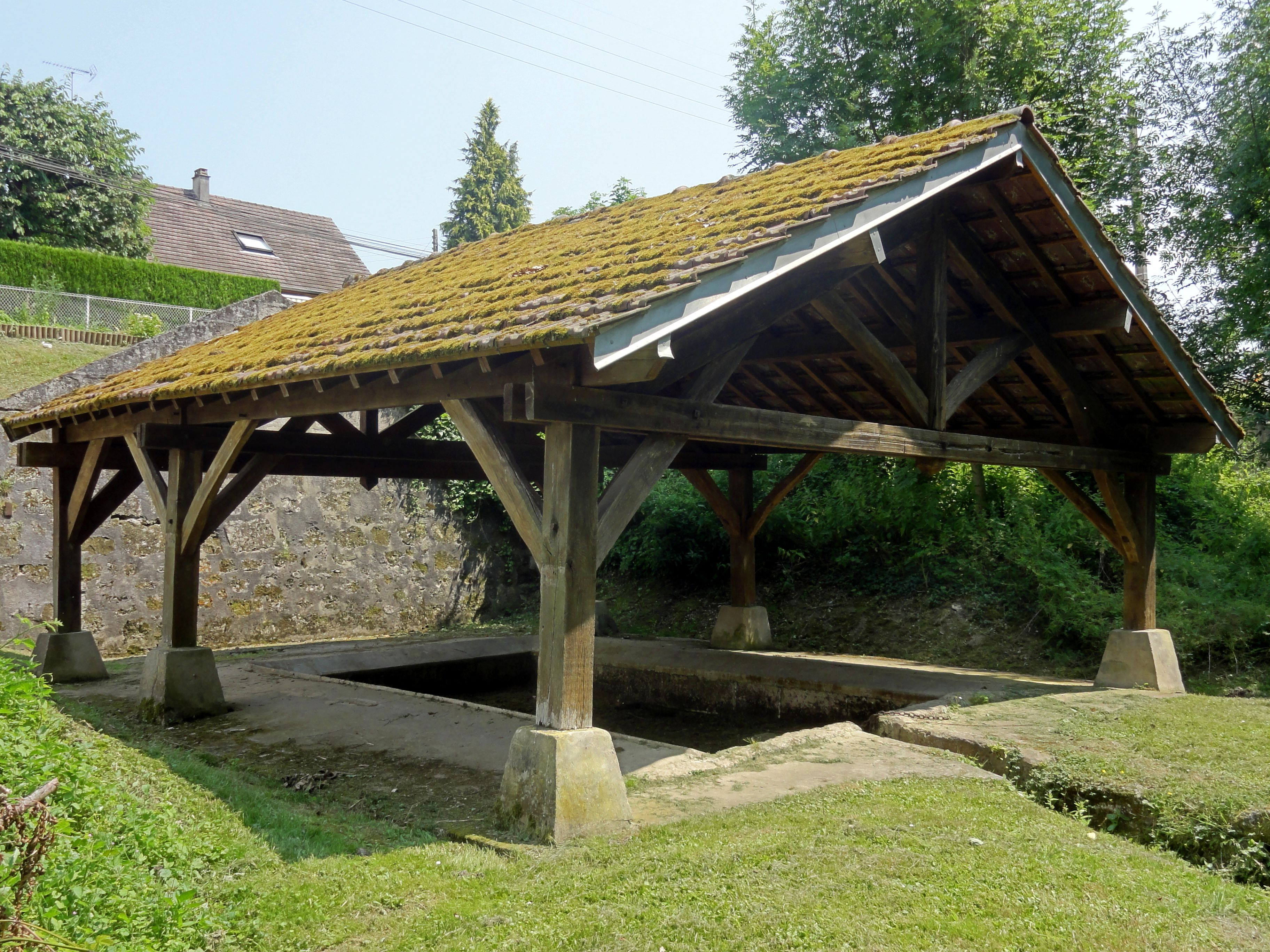
Lavoir, rue de l'Automne.

- Chapelle Saint-Marcoul de Vattier-Voisin, reconstruite au XVIIe siècle, bon exemple d'édifice cultuel rural de l'époque. La façade est percée d'une porte en anse de panier, sans décor, et d'une petite fenêtre, la nef est aveugle et le choeur est éclairé par trois fenêtres. 
Une clôture en bois du XVIIe siècle sépare la nef du choeur.

La chapelle Saint-Marcoul
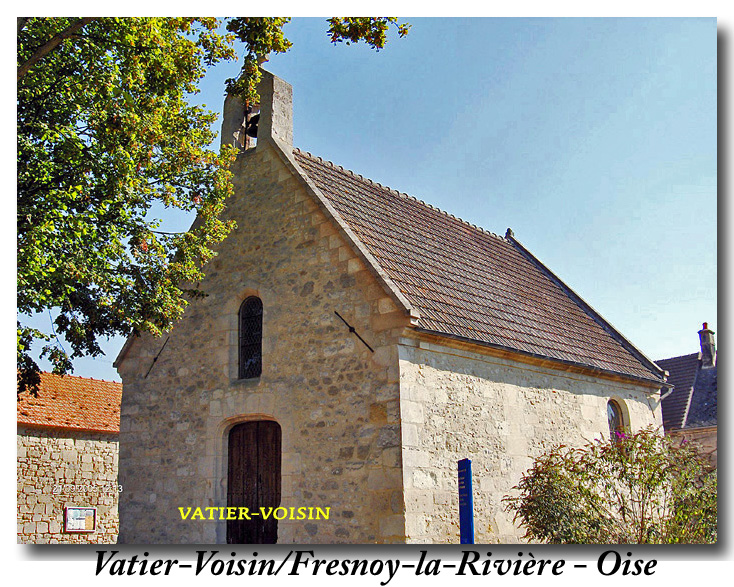
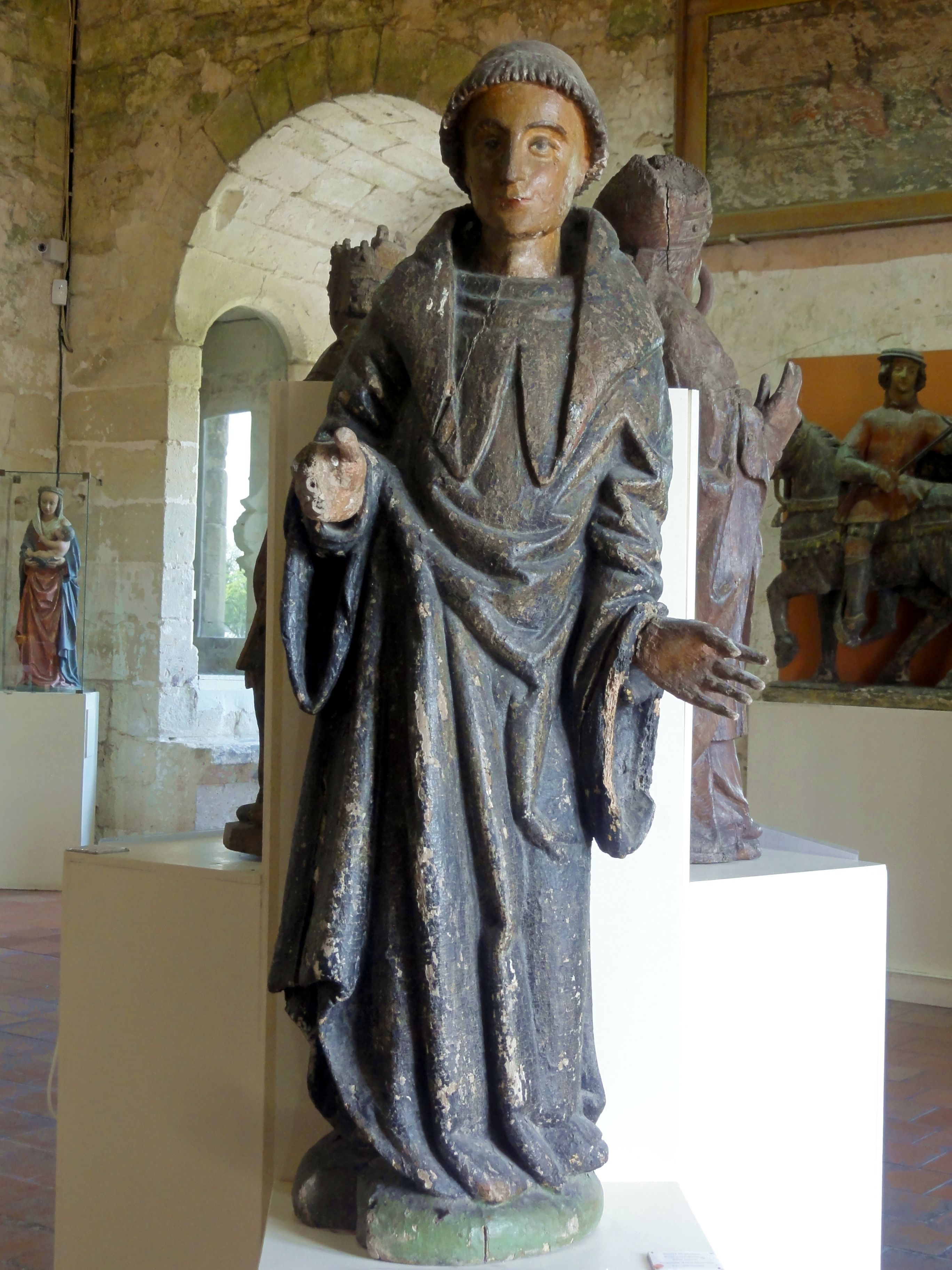
Saint-Marcoul (XVIe siècle)
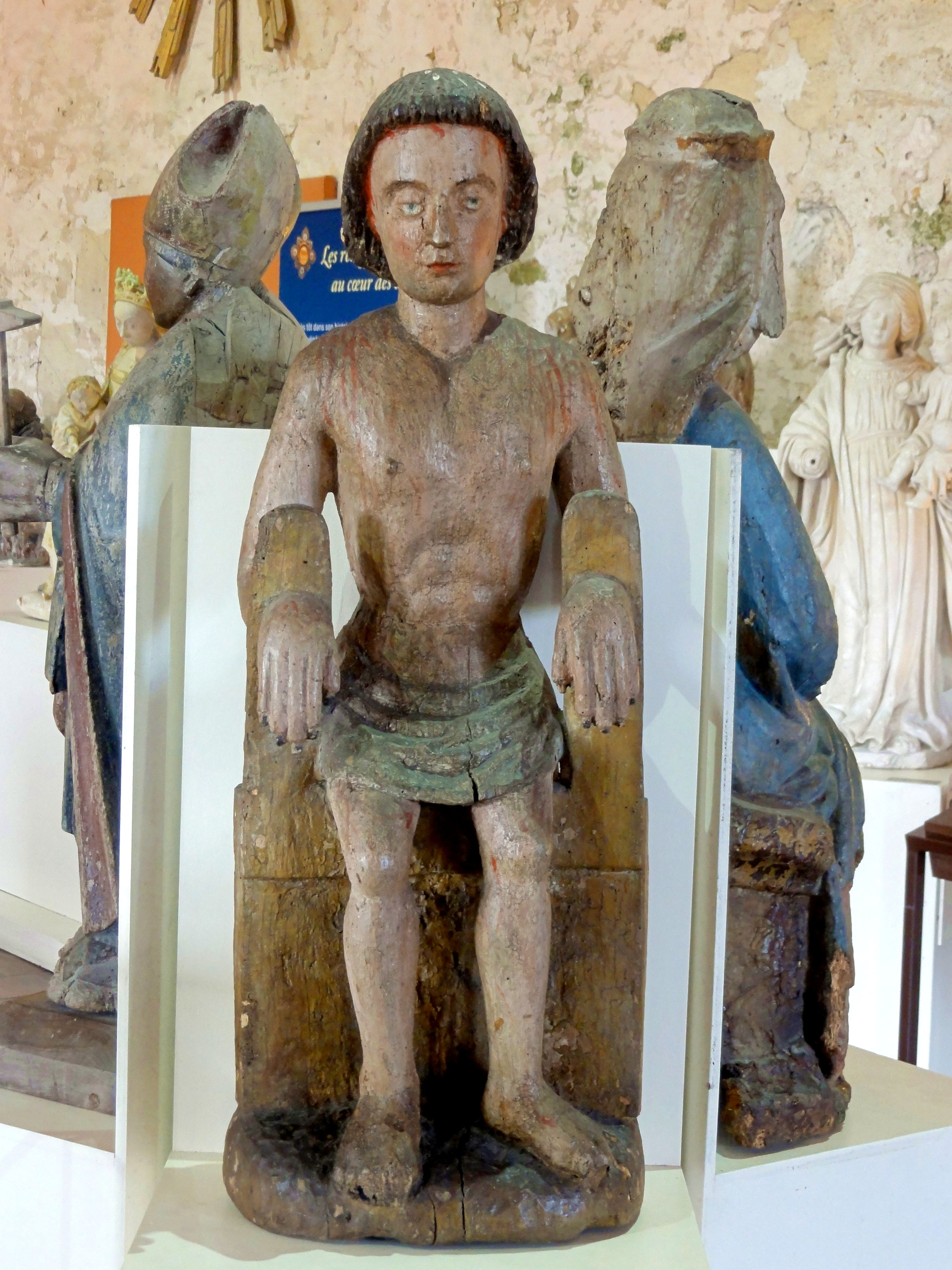
Saint-Quentin (XVIe siècle)
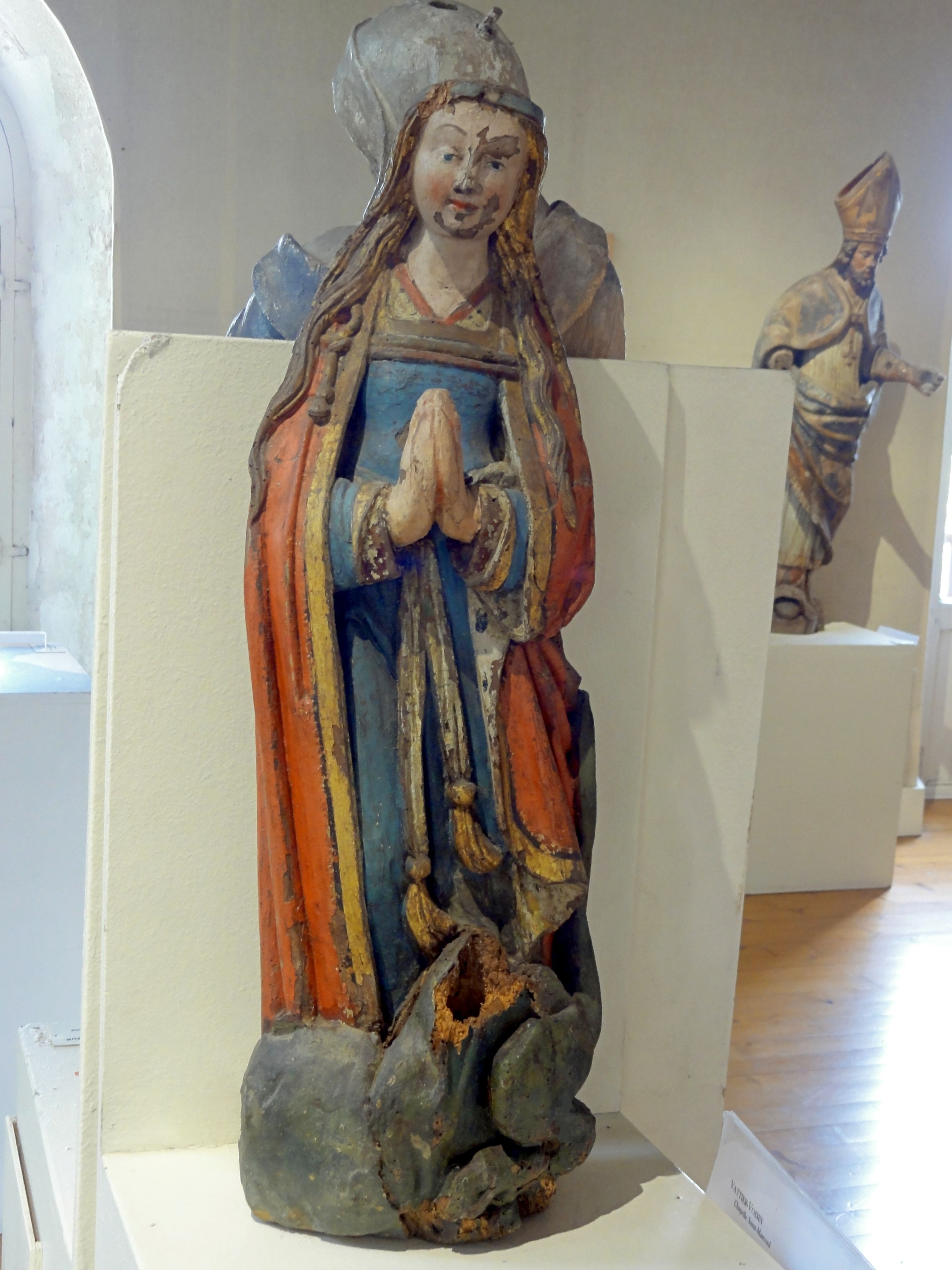
Sainte-Marguerite.
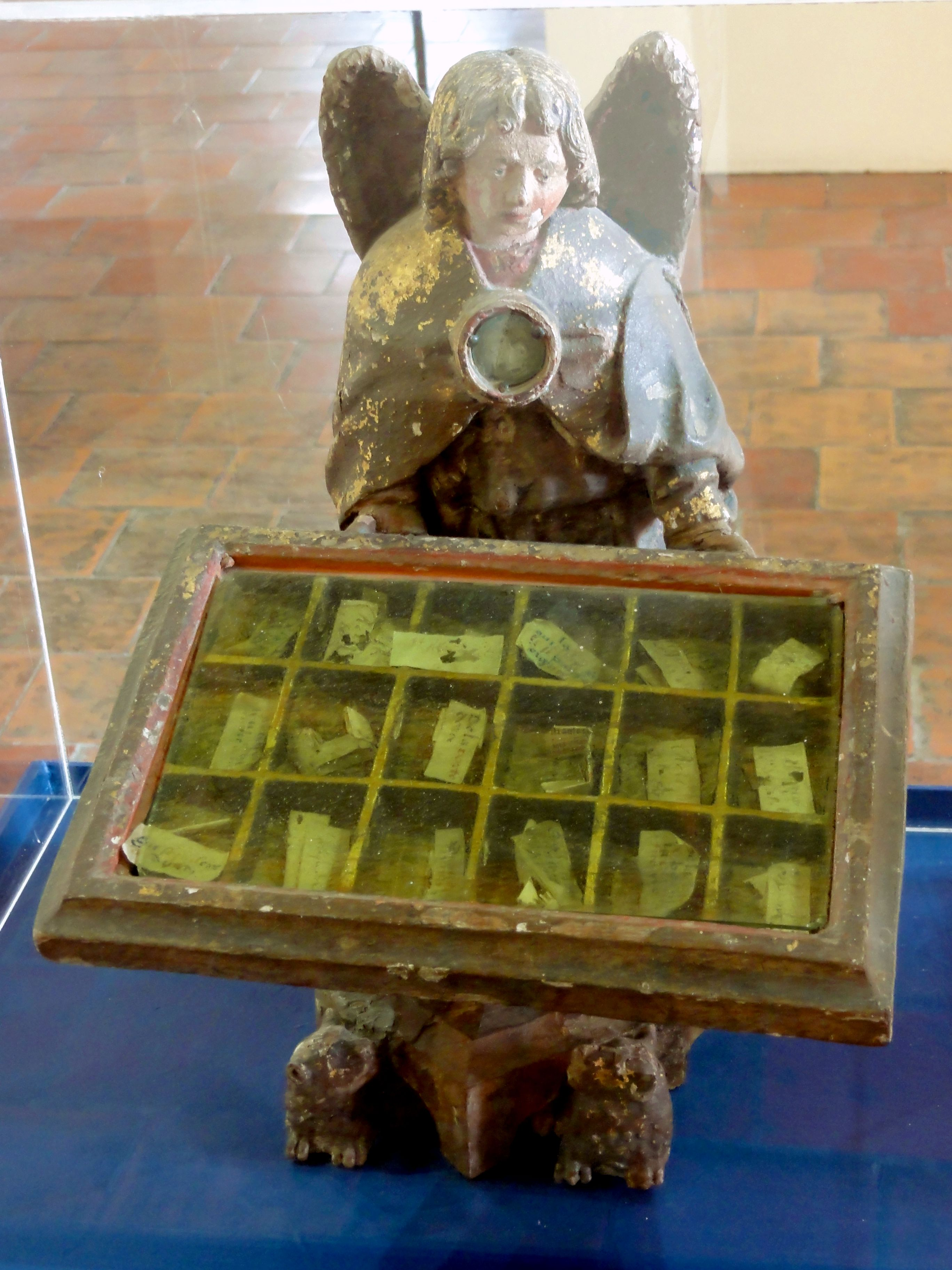
Ange reliquaire (XVe siècle.
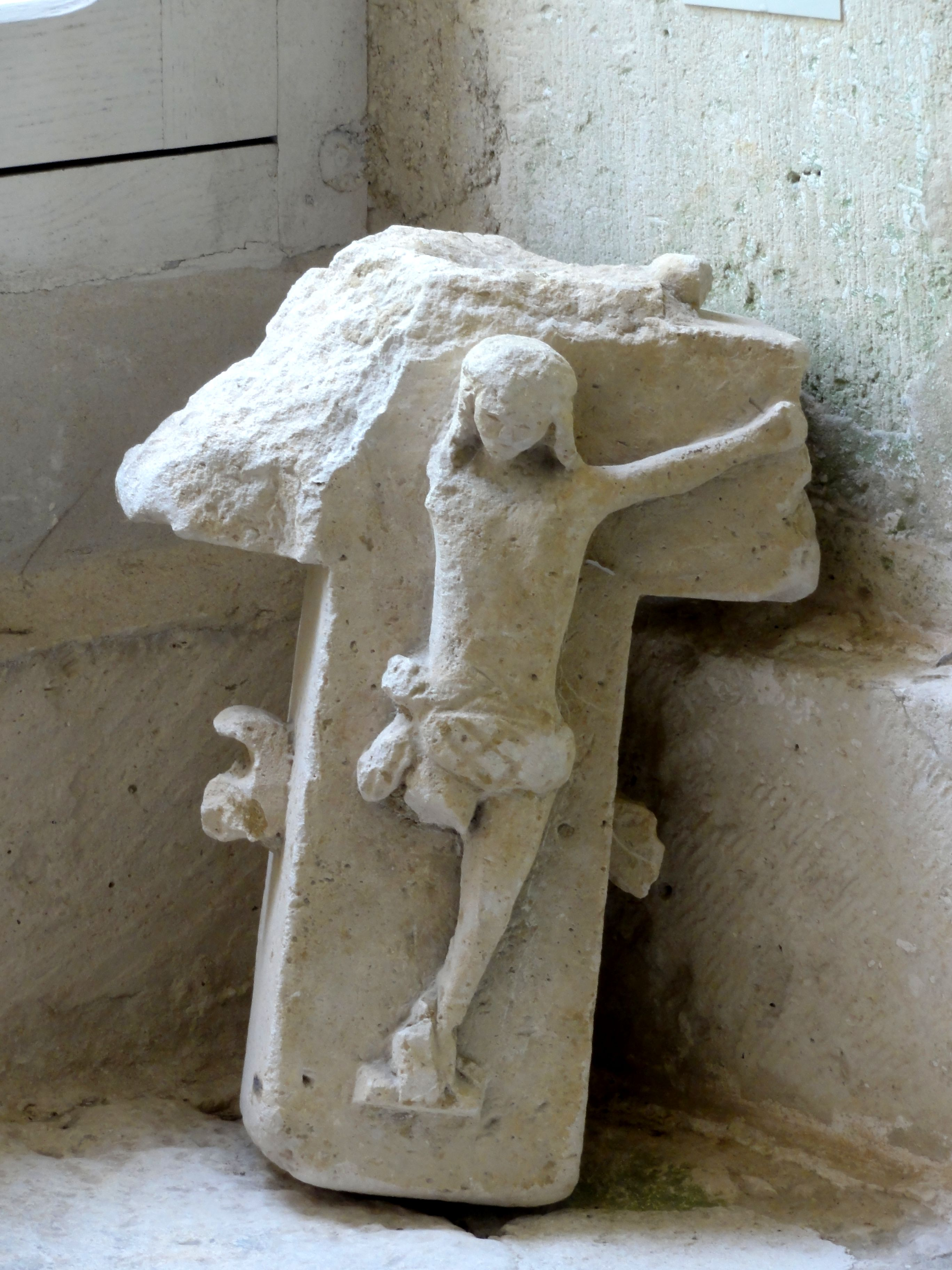
Croix de calvaire.
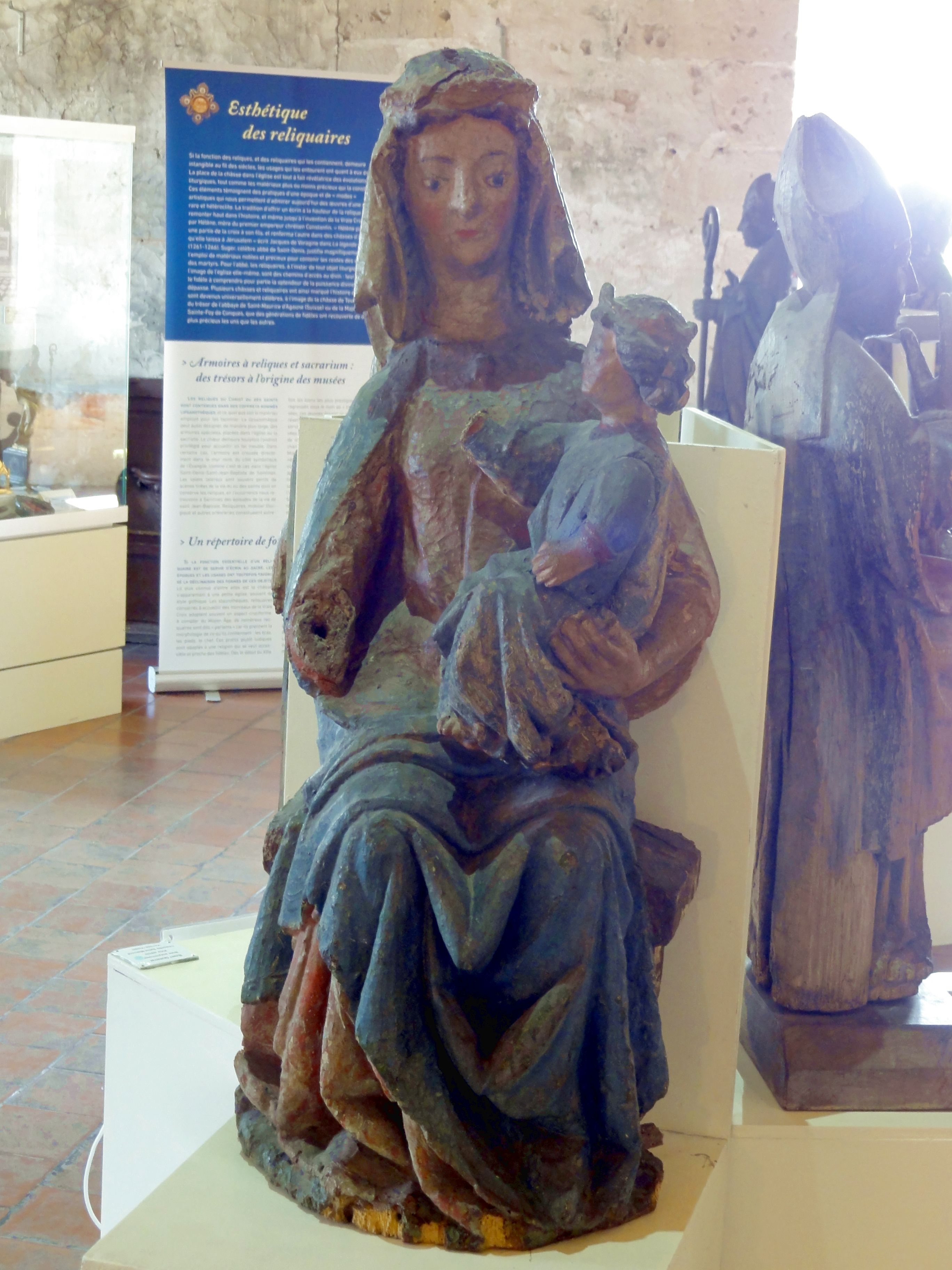
Vierge à l'enfant, déposée au Musée de l'Archerie et du Valois de Crépy

- Le château de Pondron, malgré son nom, se trouve à Bonneuil-en-Valois, en limite de la commune

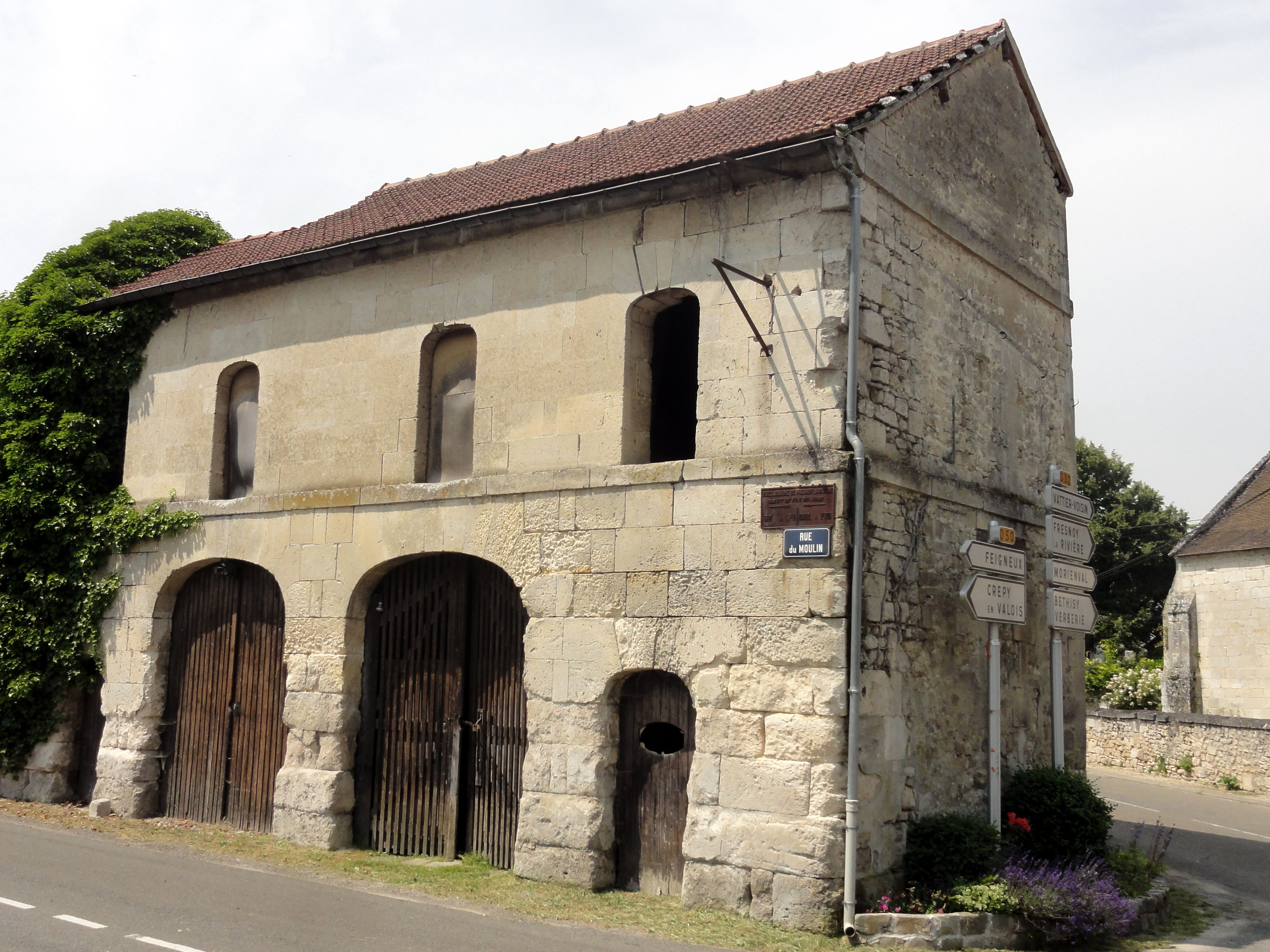
Charetterie, rue du Moulin.
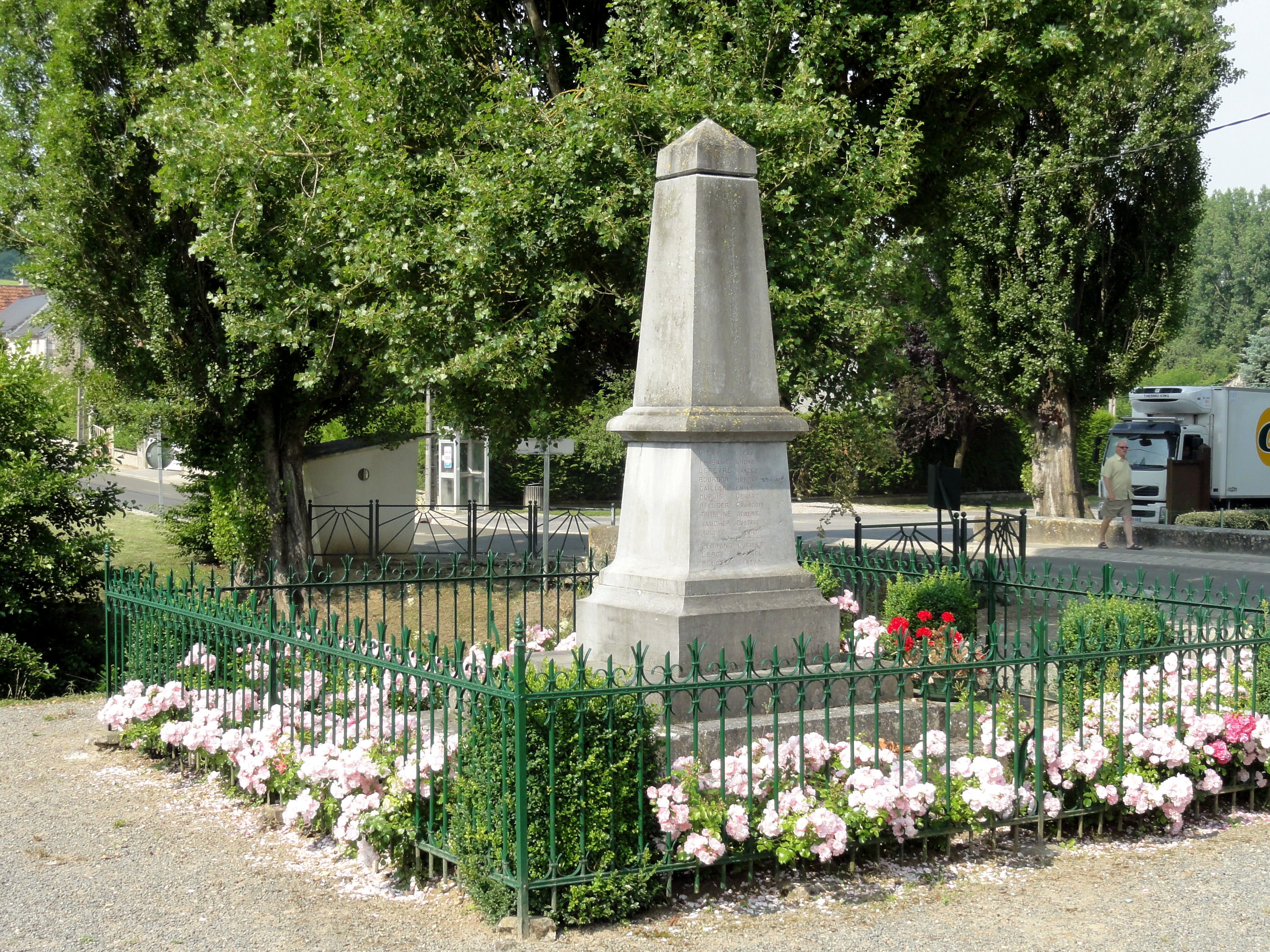
Le monument aux morts.
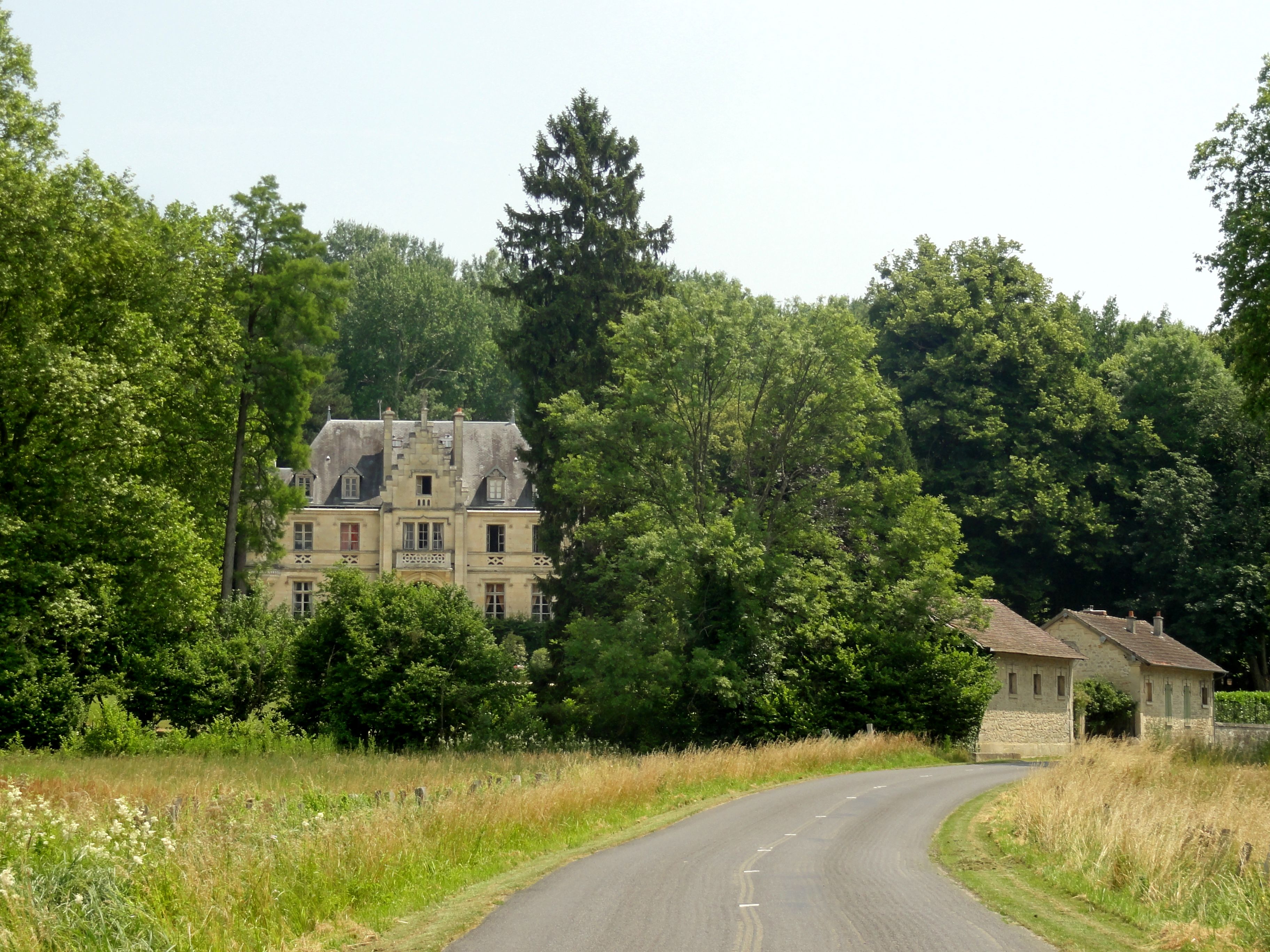
Le château de Pondron, vu depuis la commune.
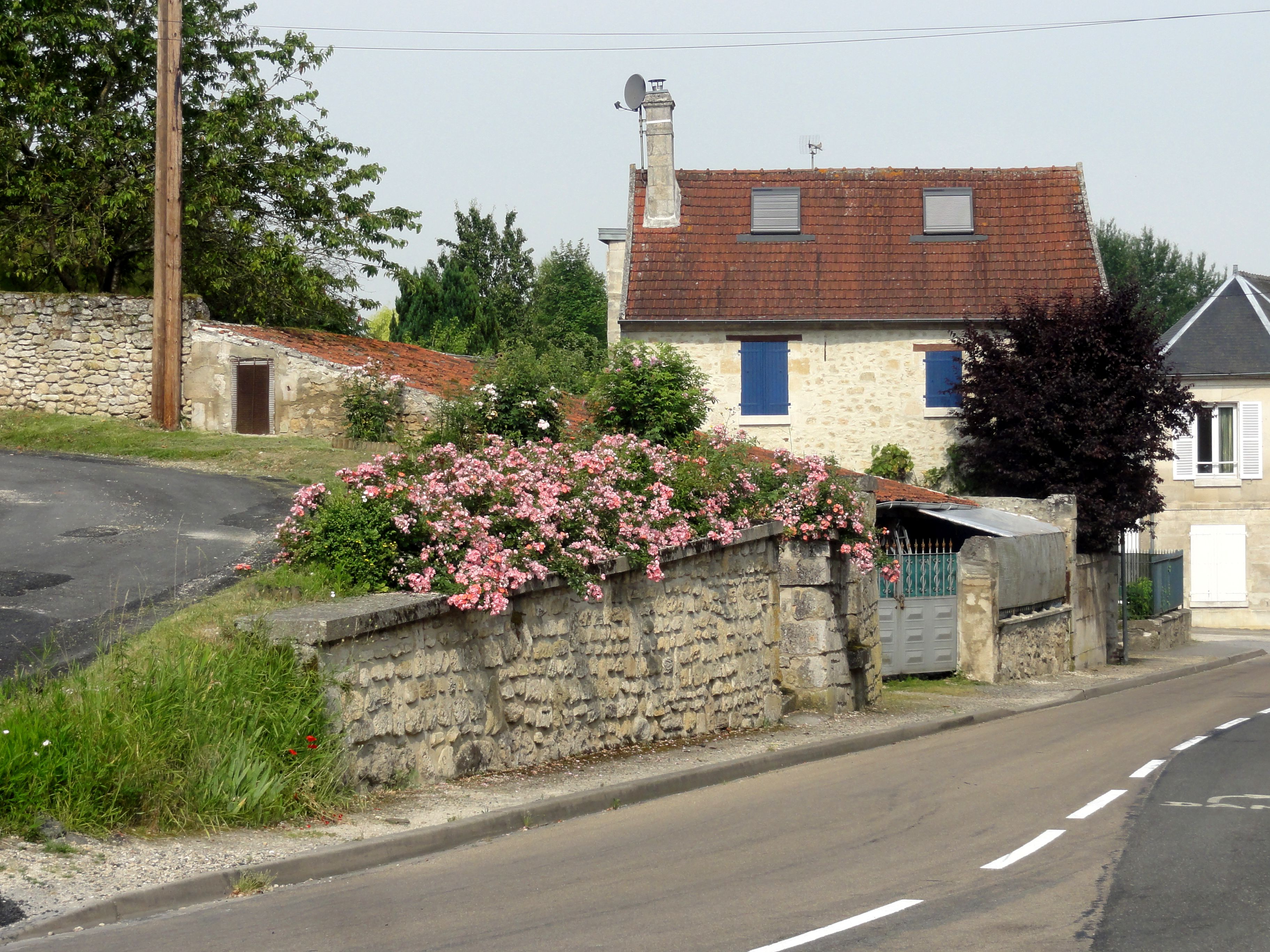
Rue du Valois.
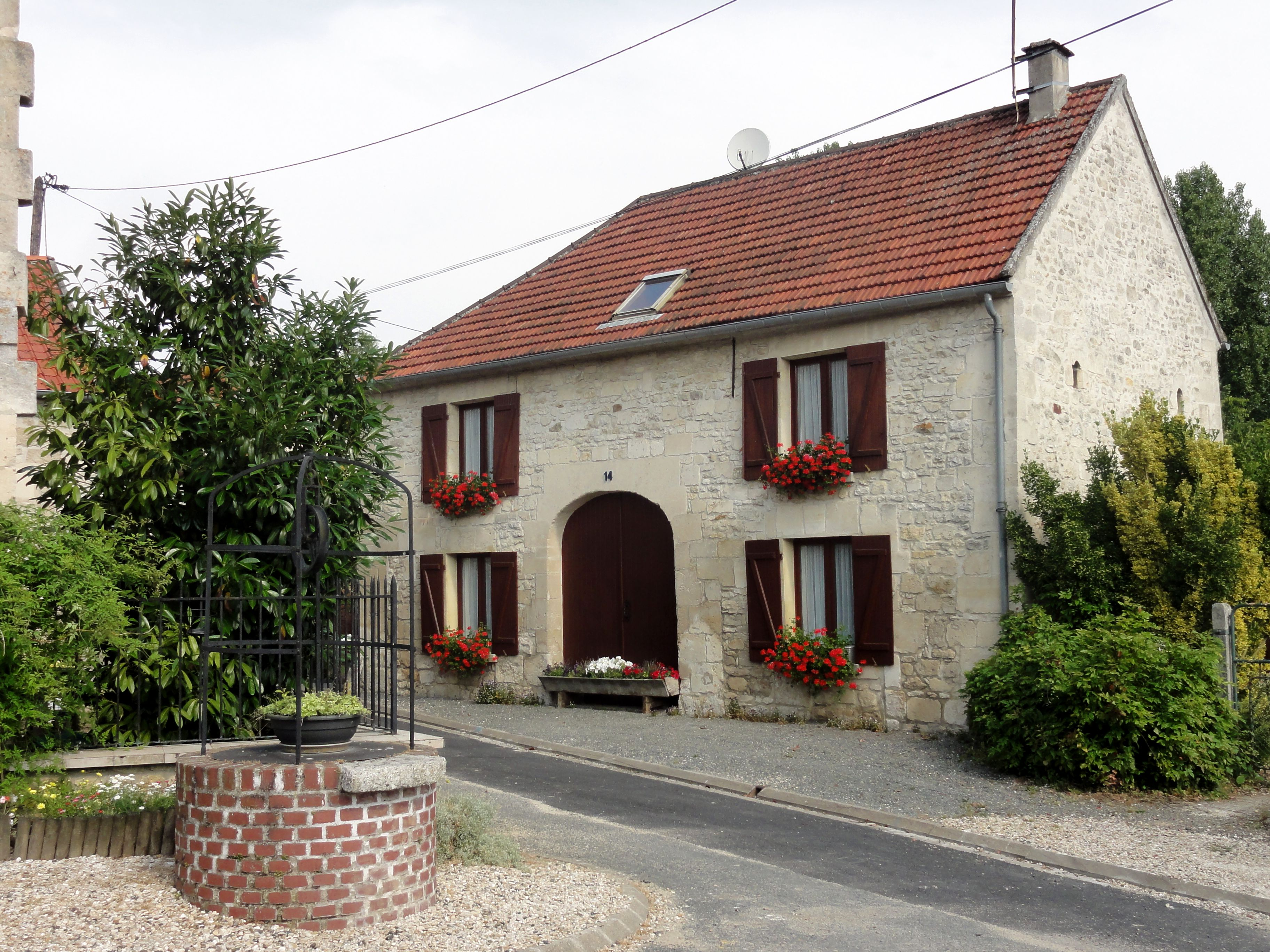
Ancien corps de ferme en moellon et chaînage de pierre, rue de la Vachère.
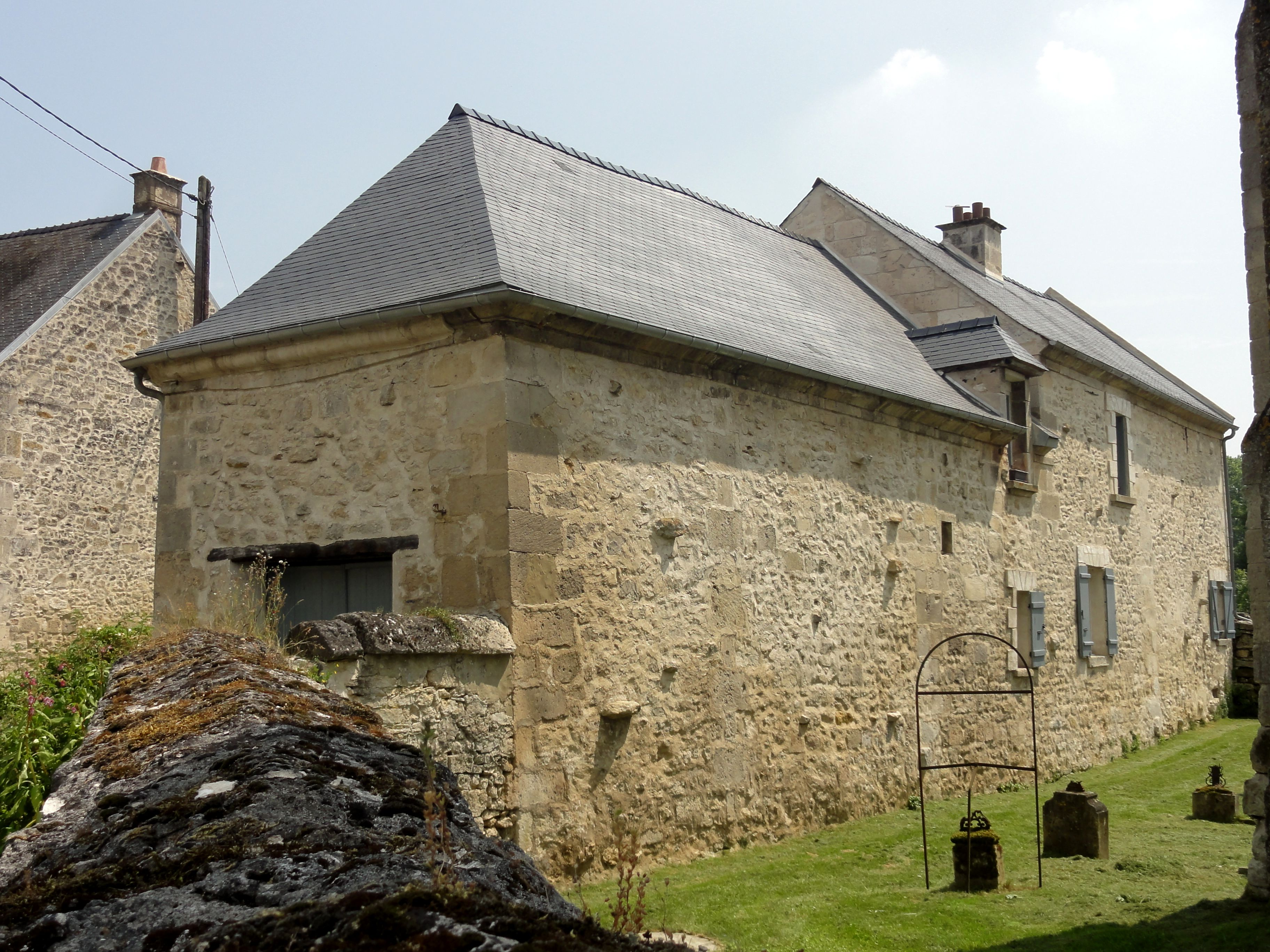
Pondron.
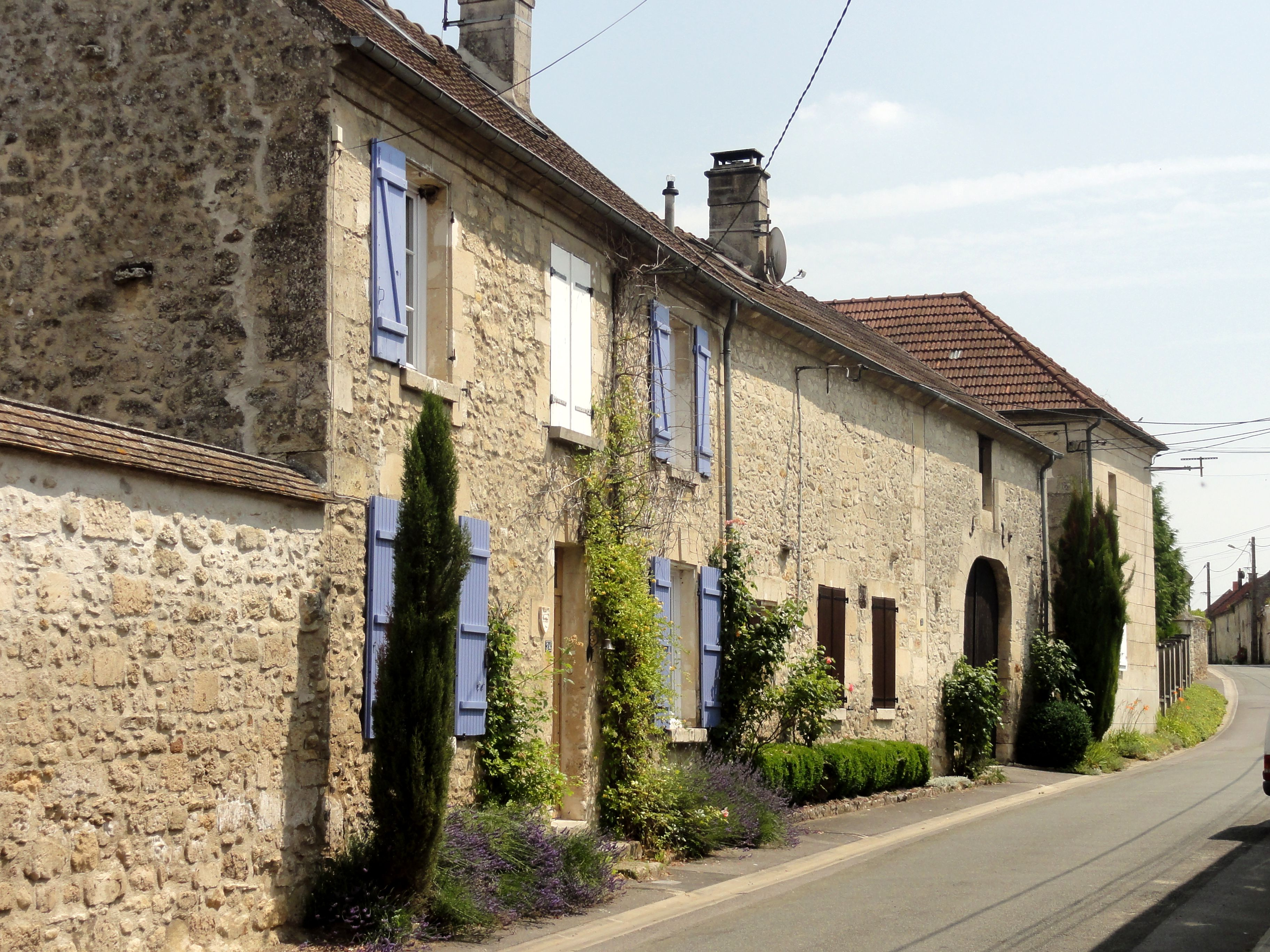
Vattier-Voisin.

### Héraldique
| Blason de Fresnoy-la-Rivière | Blason  | Écartelé: au 1er d'azur à trois chouettes d'argent, au 2e d'or à la feuille de frêne de sinople posée en barre, au 3e d'or à la tête de dragon de sinople, dentée d'argent mouvant de la partition, au 4e d'argent à six burelles ondées d'azur. |
| Blason de Fresnoy-la-Rivière | Détails | Le statut officiel du blason reste à déterminer. |